# Danh sách bộ phim chiếu trên Channel 7 (CH7)
Dưới đây là danh sách các bộ phim chiếu trên Channel 7 (CH7) từ năm 2015 đến nay.

## Năm 2015

### Thứ 2 đến thứ 6 lúc 19.00 - 20.00
| Tên gốc                 | Tên tiếng Việt | Diễn viên chính                                        | Số tập | Ngày phát sóng          | Ghi chú |
| ----------------------- | -------------- | ------------------------------------------------------ | ------ | ----------------------- | ------- |
| Chap Kang               |                | BigM Krittarit Butprom, Jammie Panichadar Sangsuwan    | 32     | 02/02/2015 - 17/03/2015 |         |
| Bussaba Tah Rue         |                | Nam Rapeepat Eakpankul, Pim Pimprapa Tangprabhaporn    | 30     | 18/03/2015 - 29/04/2015 |         |
| Waan Jai Nai Jit Raberd |                | Pai Pathit Pisitkul, Gunjaesal Parntotong Boontong     | 30     | 30/04/2015 - 10/06/2015 |         |
| Mon Ruk Pleng Pee Bok   |                | Mac Wiranakarn Wattanakun, Pim Pimprapa Tangprabhaporn | 31     | 11/06/2015 - 27/07/2015 |         |
| Mae Dokrak Re           |                | Boom Kitkong Khamkrith, Maggi Apa Bhavilai             | 30     | 29/07/2015 - 09/09/2015 |         |
| Sao Noi Oi Khwan        |                | Amp Pheerawas Khunlanunthwatn, PP Phatchaya Phiansamoe | 37     | 10/09/2015 - 30/10/2015 |         |
| Sao Noi Soi Rojjana     |                | Oil Thana Suttikamol, Hana Lewis                       | 30     | 02/11/2015 - 05/12/2015 |         |
| Khoei Yai Saphai Lek    |                | Boom Kitkong Khamkrith, Namwaan Kannaporn Puangtong    | 30     | 08/11/2015 - 05/01/2016 |         |

### Thứ 2 - thứ 3 lúc 20.30 - 22.30
| Tên gốc                             | Tên tiếng Việt           | Diễn viên chính                                                                                        | Số tập | Ngày phát sóng          | Ghi chú                                                                     |
| ----------------------------------- | ------------------------ | --- | ------ | ----------------------- | --------------------------------------------------------------------------- |
| Baan Sila Dang บ้านศิลาแดง            |                          | Vee Veraparb Suparbpaiboon, Tle Thanapon Nimtaisuk, Nikki Nicole Kittivat, Milly Camilla Kittivat Kirn | 15     | 26/01/2015 - 16/03/2015 |                                                                             |
| Mai Sin Rai Fai Sawart ไม่สิ้นไร้ไฟสวาท | Ngọn lửa đam mê bất diệt | Tui Teerapat Sajakul, Kwan Usamanee Vaithayanon                                                        | 16     | 17/03/2015 - 11/05/2015 | Remake lại phiên bản 1994 (CH3)                                             |
| Peuan Paeng เพื่อน-แพง                | Nàng Peuan, nàng Paeng   | Weir Sukollawat Kanarot, Yui Chiranan Manochaem, Pooklook Fonthip Watcharatrakul                       | 15     | 12/05/2015 - 30/06/2015 |                                                                             |
| Jao Nang เจ้านาง                     |                          | Tle Thanapon Nimtaisuk, Tubtim Anyarin Terathananpat                                                   | 17     | 06/07/2015 - 25/08/2015 | Remake lại phiên bản 1994 (CH5)                                             |
| Plerng Tawan เพลิงตะวัน               |                          | Es Kantapong Bamrongrak, Steph Stephany Auernig                                                        | 15     | 31/08/2015 - 19/10/2015 |                                                                             |
| Khon La Lok คนละโลก                 | Thế giới ngầm            | Cee Siwat Chotchaicharin, Poo Praya Lundberg                                                           | 15     | 20/10/2015 - 08/12/2015 | Remake lại phiên bản 2002 (CH7) Phim cuối của Poo với tư cách diễn viên CH7 |
| Rak Rae รักเร่                        | Tình ta lạc lối          | Om Akkaphan Namart, Pancake Khemanit Jamikorn                                                          | 14     | 14/12/2015 - 01/02/2016 | Phim cuối của Pancake với tư cách diễn viên CH7                             |

### Thứ 4 - thứ 5 lúc 20.30 - 22.30
| Tên gốc                             | Tên tiếng Việt                | Diễn viên chính                                                                            | Số tập | Ngày phát sóng          | Ghi chú                                     |
| ----------------------------------- | ----------------------------- | ------------------------------------------------------------------------------------------ | ------ | ----------------------- | ------------------------------------------- |
| Kard Chuek คาดเชือก                  |                               | Kelly Rattapong Tanapat, JakJaan Akhamsiri Suwanasuk, Mik Mick Tongraya, Bow Maylada Susri | 15     | 29/01/2015 - 19/03/2015 | Remake từ bộ điện ảnh 1984                  |
| Nang Chada นางชฎา                   | Nàng Chada                    | Fluke Kan Kantathavorn, Mai Davika Hoorne                                                  | 17     | 25/03/2015 - 20/05/2015 | Phim cuối của Mai với tư cách diễn viên CH7 |
| Dung Sawan Sarb ดั่งสวรรค์สาป          | Lời nguyền đến từ thiên đường | Om Akkaphan Namart, Poo Praya Lundberg                                                     | 14     | 21/05/2015 - 08/07/2015 | Remake lại phiên bản 2001 (CH7)             |
| Lueam Salub Lai เลื่อมสลับลาย          |                               | New Wongsakorn Poramathakorn, Sammy Sammy Cowell                                           | 15     | 09/07/2015 - 27/08/2015 | Remake lại phiên bản 1998 (CH3)             |
| Roy Ruk Raeng Kaen รอยรักแรงแค้น      | Ái tình và thù hận            | Mike Pataradet Sa-nguankwamdee, Pooklook Fonthip Watcharatrakul                            | 16     | 02/09/2015 - 22/10/2015 | Remake từ bộ điện ảnh 1987                  |
| Koo Prab Chabab Hua Jai คู่ปรับฉบับหัวใจ | Oan gia vườn trường           | Thanwa Thanwa Suriyajak, Green Atsadaporn Siriwattanakul                                   | 14     | 28/10/2015 - 10/12/2015 |                                             |
| Morrasoom Sawat มรสุมสวาท            | Bão tố cuộc đời               | Weir Sukollawat Kanarot, Preaw Tussaneeya Karnsomnut                                       | 16     | 17/12/2015 - 10/02/2016 |                                             |

### Thứ 6 - Chủ Nhật lúc 20.15 - 22.25
| Tên gốc                                                   | Tên tiếng Việt      | Diễn viên chính                                                    | Số tập | Ngày phát sóng          | Ghi chú                                          |
| --------------------------------------------------------- | ------------------- | ------------------------------------------------------------------ | ------ | ----------------------- | ------------------------------------------------ |
| Lilawadee Plerng ลีลาวดีเพลิง                                |                     | Thanwa Thanwa Suriyajak, Tubtim Anyarin Terathananpat              | 17     | 03/01/2015 - 08/02/2015 |                                                  |
| Pla Lhong Fah ปลาหลงฟ้า                                    |                     | New Wongsakorn Poramathakorn, Cheer Thikumporn Rittapinun          | 16     | 13/02/2015 - 20/03/2015 | Phim cuối của Cheer với tư cách diễn viên CH7    |
| Wan Sawart แหวนสวาท                                       | Chiếc nhẫn dục vọng | Thanwa Thanwa Suriyajak, Pancake Khemanit Jamikorn                 | 15     | 21/03/2015 - 24/04/2015 | Không phát sóng ngày 19/04/2015                  |
| Pleng Ruk Pleng Ram เพลงรักเพลงลำ                          |                     | Off Chanapol Sataya, Tubtim Anyarin Terathananpat                  | 15     | 26/04/2015 - 31/05/2015 | Không phát sóng ngày 15/05 & 29/05/2015          |
| Sing Rotbanthuk สิงห์รถบรรทุก                                |                     | Off Chanapol Sataya, Pleng Kavita Chindawat                        | 15     | 05/06/2015 - 05/07/2015 |                                                  |
| Lueat Tat Lueat เลือดตัดเลือด                                | Huyết chiến sinh tử | Pae Arak Amornsupasiri, Fluke Kan Kantathavorn, Nicha Palwatwichai | 15     | 10/07/2015 - 09/08/2015 |                                                  |
| Kha Ma Kap Phra ข้ามากับพระ                                 |                     | BigM Krittarit Butprom, Hana Hana Lewis                            | 14     | 14/08/2015 - 12/09/2015 | Chiếu lại khung giờ tối T4-T5 từ ngày 28/07/2021 |
| Phayasok พญาโศก                                           |                     | Kade Tarntup, Benz Punyaporn Pongpipat                             | 16     | 13/09/2015 - 18/10/2015 |                                                  |
| Ta Pode Logan ตะพดโลกันตร์                                  |                     | Porshe Saran Sirilak, Thisa Varitthisa Limthammahisorn             | 14     | 23/10/2015 - 21/11/2015 | Phần sau của Look Poochai Mai Ta Pode (2012)     |
| Baan Sai Tong Pojaman Sawangwong บ้านทรายทอง-พจมาน สว่างวงศ์ |                     | Vee Veraparb Suparbpaiboon, Min Peechaya Wattanamontree            | 23     | 22/11/2015 - 15/01/2016 | Remake lại phiên bản 2000 (CH3)                  |

### Thứ 7 - Chủ Nhật lúc 09.00 - 10.00
| Tên gốc           | Tên tiếng Việt | Diễn viên chính                                             | Số tập | Ngày phát sóng          | Ghi chú | Ca khúc |
| ----------------- | -------------- | ----------------------------------------------------------- | ------ | ----------------------- | ------- | ------- |
| Tewada Fun Namnom |                | Oil Thana Suttikamol, Namwaan Kannaporn Puangtong           | 48     | 10/01/2015 - 05/07/2015 |         |         |
| Rak Lon Doi       |                | Amp Pheerawas Khunlanunthwatn, Aoom Angkana Woraruttanachai | 50     | 11/07/2015 - 27/12/2015 |         |         |

## Năm 2016

### Thứ 2 đến thứ 6 lúc 19.00 - 20.00
| Tên gốc                      | Tên tiếng Việt   | Diễn viên chính                                         | Số tập | Ngày phát sóng          | Ghi chú                                                           |
| ---------------------------- | ---------------- | ------------------------------------------------------- | ------ | ----------------------- | ----------------------------------------------------------------- |
| Look Kuey Mafai Maeyai Madan |                  | Nam Rapeepat Eakpankul, Pleng Kavita Jindawat           |        | 06/01/2016 - 02/02/2016 |                                                                   |
| Saphai Rai Ngao              |                  | Kade Tarntup, Nat Nattasha Nauljam                      | 30     | 03/02/2016 - 08/03/2016 | Không phát sóng ngày 11,13,17,19,21/02/2016                       |
| Chantana Sarm Cha            |                  | Boss Tonont Wongboon, Tubtim Anyarin Terathananpat      | 28     | 09/03/2016 - 05/04/2016 |                                                                   |
| Pak Boong Kub Goong Nang     |                  | BigM Krittarit Butprom, Sonya Sonya Singha              | 27     | 06/04/2016 - 02/05/2016 | Remake lại phiên bản 2004 (CH7)                                   |
| Fad Lhong Hon                |                  | Louis Louis Hesse d'Alzon, Maggi Apa Bhavilai           | 29     | 03/05/2016 - 31/05/2016 | Remake lại phiên bản 2001 (CH7)                                   |
| Khu Hu                       |                  | Nam Rapeepat Eakpankul, Parntotong Boontong             | 26     | 01/06/2016 - 26/06/2016 | Không phát sóng ngày 10/06 & 24/06/2016                           |
| Khun Nai Sai Lub             |                  | Amp Pheerawas Khunlanunthwatn, Ploy Randapa Muntalumpa  | 22     | 27/06/2016 - 18/07/2016 | Remake lại phiên bản 2006 (CH5)                                   |
| Chaobao Klua Fon             |                  | Mac Wiranakarn Wattanakun, Maggi Apa Bhavilai           | 30     | 19/07/2016 - 20/08/2016 | Không phát sóng ngày 09/08, 12/08 & 14/08/2016                    |
| Thepthida Pa Khonkrit        |                  | Amp Pheerawas Khunlanunthwatn, Jayda Saranya Chunhasart | 22     | 21/08/2016 - 12/09/2016 | Không phát sóng ngày 06/09/2016                                   |
| Nangfa Puean Fun             |                  | Prach Ponmin Sirawanadon, Sophie Marguerite Indracusin  | 31     | 13/09/2016 - 22/11/2016 | Không phát sóng ngày 14, 24/09/2016, 11/10/2016, 13/10-18/11/2016 |
| Rak Salap Na                 |                  | Golf Anuwat Choocherdratana, PP Phatchaya Phiansamoe    | 22     | 23/11/2016 - 22/12/2016 | Không phát sóng ngày 03-05/12, 07-08/12, 14/12, 17/12/2016        |
| Luk Tan Loy Kaew             | Tình yêu ẩn giấu | Amp Pheerawas Khunlanunthwatn, Sonya Sonya Singha       | 30     | 23/12/2016 - 22/01/2017 | Remake lại phiên bản 1998 (CH7) Không phát sóng ngày 02/01/2017   |

### Thứ 2 - thứ 3 lúc 20.30 - 22.30
| Tên gốc                                               | Tên tiếng Việt          | Diễn viên chính                                                   | Số tập | Ngày phát sóng          | Ghi chú                                                                                    |
| ----------------------------------------------------- | ----------------------- | ----------------------------------------------------------------- | ------ | ----------------------- | ------------------------------------------------------------------------------------------ |
| Ku Woon Lun Paen Ruk คู่วุ่นลุ้นแผนรัก                       | Tình yêu hỗn loạn       | Win Tawin Yavapolkul, Kwan Usamanee Vaithayanon                   | 14     | 02/02/2016 - 22/03/2016 | Không phát sóng ngày 15/02/2016                                                            |
| The Fire Series: Fai Ruk Game Rorn รักคือไฟ: ไฟรักเกมร้อน | Lửa cháy tình nồng      | Thanwa Thanwa Suriyajak, Sammy Sammy Cowell                       | 14     | 28/03/2016 - 10/05/2016 | Phần 1 của The Fire Series                                                                 |
| The Fire Series 2: Talay Fai รักคือไฟ: ทะเลไฟ           | Biển lửa                | Mik Mick Tongraya, Steph Stephany Auernig                         | 16     | 16/05/2016 - 05/07/2016 | Phần 2 của The Fire Series                                                                 |
| Look Mai Klai Ton ลูกไม้ไกลต้น                           | Hậu sinh khả úy         | Om Akkaphan Namart, Min Peechaya Wattanamontree                   | 15     | 11/07/2016 - 29/08/2016 | Remake lại phiên bản 2000 (CH7)                                                            |
| Banlang Hong บัลลังก์หงส์                                 | Ngai vàng của thiên nga | Mike Pataradet Sa-nguankwamdee, Baifern Pimchanok Leuwisedpaiboon | 18     | 30/08/2016 - 26/12/2016 | Không phát sóng ngày 17/10/2016-06/12/2016 Phim cuối của Baifern với tư cách diễn viên CH7 |
| Rissaya ริษยา                                          |                         | Thanwa Thanwa Suriyajak, Tubtim Anyarin Terathananpat             | 15     | 27/12/2016 - 14/02/2017 | Remake lại phiên bản 2004 (CH3)                                                            |

### Thứ 4 - thứ 5 lúc 20.30 - 22.30
| Tên gốc                                              | Tên tiếng Việt          | Diễn viên chính                                      | Số tập | Ngày phát sóng          | Ghi chú                                    |
| ---------------------------------------------------- | ----------------------- | ---------------------------------------------------- | ------ | ----------------------- | ------------------------------------------ |
| Sarawat Teuan สารวัตรเถื่อน                             |                         | Kelly Rattapong Tanapat, Grace Karnklao Duaysienklao | 15     | 11/02/2016 - 31/03/2016 |                                            |
| Nohra โนห์รา                                          |                         | Mike Pataradet Sa-nguankwamdee, Bow Maylada Susri    | 18     | 07/04/2016 - 02/06/2016 | Remake lại phiên bản 2001 (CH7)            |
| Likit Rissaya ลิขิตริษยา                                |                         | Es Kantapong Bamrongrak, JakJaan Akhamsiri Suwanasuk | 16     | 08/06/2016 - 27/07/2016 |                                            |
| Karn La Krang Neung...Nai Hua Jai กาลครั้งหนึ่ง...ในหัวใจ | Cổ tích một chuyện tình | Mik Mick Tongraya, Pim Pimprapa Tangprabhaporn       | 12     | 28/07/2016 - 07/09/2016 |                                            |
| Cheun Cheewa ชื่นชีวา                                   |                         | Porshe Saran Sirilak, Milly Camilla Kittivat Kirn    | 15     | 08/09/2016 - 28/12/2016 | Không phát sóng ngày 13/10/2016-08/12/2016 |
| Sarb Dok Soi สาปดอกสร้อย                              | Lời nguyền Dok Soy      | New Wongsakorn Poramathakorn, Now Tisanart Sornsuek  | 15     | 29/12/2016 - 16/02/2017 |                                            |

### Thứ 6 - Chủ Nhật lúc 20.15 - 22.25
| Tên gốc                     | Tên tiếng Việt  | Diễn viên chính                                                                                            | Số tập | Ngày phát sóng          | Ghi chú                                                                    |
| --------------------------- | --------------- | --- | ------ | ----------------------- | -------------------------------------------------------------------------- |
| Atitha อตีตา                 |                 | Om Akkaphan Namart, Pooklook Fonthip Watcharatrakul, Mike Pataradet Sa-nguankwamdee, Now Tisanart Sornsuek | 17     | 17/01/2016 - 26/02/2016 | Remake lại phiên bản 2001 (CH7)                                            |
| Thong 10 ทอง 10             |                 | Golf Anuwat Choocherdratana, Jayda Saranya Chunhasart                                                      | 16     | 27/02/2016 - 02/04/2016 |                                                                            |
| Khun Krating ขุนกระทิง        |                 | Cee Siwat Chotchaicharin, Toon Pimpawee Kograbin                                                           | 15     | 03/04/2016 - 07/05/2016 |                                                                            |
| Yeow Ratikarn เหยี่ยวรัตติกาล   |                 | Win Tawin Yavapolkul, JakJaan Akhamsiri Suwanasuk                                                          | 13     | 08/05/2016 - 05/06/2016 |                                                                            |
| Chao Phayu เจ้าพายุ           |                 | BigM Krittarit Butprom, Hana Hana Lewis                                                                    | 17     | 10/06/2016 - 16/07/2016 |                                                                            |
| Kamin Gub Poon ขมิ้นกับปูน      |                 | Es Kantapong Bamrongrak, Green Atsadaporn Siriwattanakul                                                   | 16     | 17/07/2016 - 21/08/2016 | Remake lại phiên bản 2001 (CH3) Phim đầu tay của Mookda                    |
| Kah Ma Khon Diew ข้ามาคนเดียว |                 | New Wongsakorn Poramathakorn, Thisa Varitthisa Limthammahisorn                                             | 17     | 26/08/2016 - 02/10/2016 |                                                                            |
| Petch Tud Petch เพชรตัดเพชร  | Sứ giả địa ngục | Weir Sukollawat Kanarot, Kwan Usamanee Vaithayanon, Mik Mick Tongraya                                      | 16     | 07/10/2016 - 08/01/2017 | Remake lại phiên bản 2001 (CH7) Không phát sóng ngày 14/10/2016-10/12/2016 |

### Thứ 7 - Chủ Nhật lúc 09.00 - 10.00
| Tên gốc                | Tên tiếng Việt | Diễn viên chính                                          | Số tập | Ngày phát sóng          | Ghi chú | Ca khúc |
| ---------------------- | -------------- | -------------------------------------------------------- | ------ | ----------------------- | ------- | ------- |
| Rahut Prissana         |                | Bank Artit Tangwiboonpanit, Kat Sonya Singha             | 12     | 09/01/2016 - 14/02/2016 |         |         |
| Ho Heo Khon Hua Luk    |                | Aun Akrabhaj Bunnag, Mameaw Pornchada Warapachara        | 35     | 20/02/2016 - 19/06/2016 |         |         |
| Kongphan Hansa         |                | Kade Tharakade Petchsuksai, Aoom Angkana Woraruttanachai | 30     | 25/06/2016 - 08/10/2016 |         |         |
| Koo Puan Guan Guan Pee |                | Prach Poramin Sirawador, Giada Intorre                   | 24     | 09/10/2016 - 05/02/2017 |         |         |

## Năm 2017

### Thứ 2 đến thứ 6 lúc 19.00 - 20.00
| Tên gốc                 | Tên tiếng Việt | Diễn viên chính                                             | Số tập | Ngày phát sóng          | Ghi chú                                                                 |
| ----------------------- | -------------- | ----------------------------------------------------------- | ------ | ----------------------- | ----------------------------------------------------------------------- |
| Koet Pen Ka             |                | Boss Tonon Wongboon, Prapye Ramida Theerapat                | 31     | 23/01/2017 - 24/02/2017 | Remake lại phiên bản 1999 (CH7) Không phát sóng ngày 09/01 & 12/01/2017 |
| Oak Thoranee            |                | Kade Tarntup, Tubtim Anyarin Terathananpat                  | 36     | 25/02/2017 - 03/04/2017 | Remake lại phiên bản 2006 (CH7) Không phát sóng ngày 23/03 & 28/03/2017 |
| Sue Song Loak           |                | Chap Varakorn Sawasakorn, Jammie Panichadar Sangsuwan       | 30     | 04/04/2017 - 03/05/2017 |                                                                         |
| Pure Sin Live           |                | Nam Rapeepat Eakpankul, Benz Punyaporn Pongpipat            | 31     | 04/05/2017 - 16/06/2017 | Không phát sóng ngày 16-20,23-25/05/2017, 13/06/2017                    |
| Mur Puen Por Luk Tit    |                | Mek Juti Jumroenketpratipe, Sophie Marguerite Indracusin    | 30     | 19/06/2017 - 28/07/2017 | Remake lại phiên bản 2003 (CH7)                                         |
| Phut Sao Sue Rak        |                | Boss Tonon Wongboon, PP Phatchaya Phiansamoe                | 30     | 31/07/2017 - 12/09/2017 | Không phát sóng ngày 21/08 và 31/08/2017                                |
| Look Lhong              |                | ZernJern Pasathorn Songthawornthawee, Film Chatdao Sittipol | 30     | 13/09/2017 - 15/10/2017 | Remake lại phiên bản 2001 (CH7) Không phát sóng ngày 13/10/2017         |
| Sood Ruk Sood Duang Jai |                | Big Nathaschai Charasmas, Jayda Saranya Chunhasart          | 30     | 16/10/2017 - 19/11/2017 | Remake lại phiên bản 2006 (CH3)                                         |
| Leh Ruk Yah Jai         |                | Amp Pheerawas Khunlanunthwatn, Grace Patsita Athianantasak  | 30     | 20/11/2017 - 19/12/2017 |                                                                         |
| Sarawat Mae Luk On      |                | Boss Chanakan Poonsiriwong, Maggi Apa Bhavilai              | 30     | 20/12/2017 - 19/01/2018 | Không phát sóng ngày 13/01/2018                                         |

### Thứ 2 - thứ 3 lúc 20.30 - 22.30
| Tên gốc                        | Tên tiếng Việt                 | Diễn viên chính                                                 | Số tập | Ngày phát sóng          | Ghi chú |
| ------------------------------ | ------------------------------ | --------------------------------------------------------------- | ------ | ----------------------- | --- |
| Koo Za Rot Zab คู่ซ่ารสแซ่บ        | Cặp đôi cay như ớt             | Weir Sukollawat Kanarot, Min Peechaya Wattanamontree            | 15     | 20/02/2017 - 10/04/2017 | |
| So Sanaeha โซ่เสน่หา             | Móc xích tình duyên            | Porshe Saran Sirilak, Peak Pattarasaya Kreursuwansiri           | 16     | 11/04/2017 - 30/05/2017 | Remake lại phiên bản 2003 (CH7)                                                                                     |
| Reun Phayom เรือนพะยอม          |                                | Win Tawin Yavapolkul, Milly Camilla Kittivat Kirn               | 15     | 05/06/2017 - 24/07/2017 | Phim cuối của Milly với tư cách diễn viên CH7                                                                       |
| Massaya มัสยา                   | Massaya, không dám nói yêu anh | Mik Mick Tongraya, Mook Mookda Narinrak                         | 17     | 25/07/2017 - 19/09/2017 | Remake lại phiên bản 2000 (CH7)                                                                                     |
| Nai Hoi Tamin นายฮ้อยทมิฬ        |                                | Mike Pataradet Sa-nguankwamdee, Pooklook Fonthip Watcharatrakul | 17     | 25/09/2017 - 27/11/2017 | Remake lại phiên bản 2001 (CH7) Không phát sóng ngày 23-24/10/2017 Chiếu lại khung giờ tối T6-CN từ ngày 25/06/2021 |
| Hong Nuer Mungkorn หงส์เหนือมังกร | Thiên nga cốt rồng             | BigM Krittarit Butprom, Bow Maylada Susri                       | 15     | 28/11/2017 - 16/01/2018 | Remake lại phiên bản 2000 (CH5)                                                                                     |

### Thứ 4 - thứ 5 lúc 20.30 - 22.30
| Tên gốc                              | Tên tiếng Việt    | Diễn viên chính                                       | Số tập | Ngày phát sóng          | Ghi chú                                                            |
| ------------------------------------ | ----------------- | ----------------------------------------------------- | ------ | ----------------------- | ------------------------------------------------------------------ |
| Nark Boon Song Klot นักบุญทรงกลด       |                   | Mik Mick Tongraya, Green Atsadaporn Siriwattanakul    | 15     | 22/02/2017 - 12/04/2017 |                                                                    |
| Pring Khon Rerng Muang พริ้ง คนเริงเมือง |                   | JakJaan Akhamsiri Suwanasuk, Kade Tarntup             | 15     | 13/04/2017 - 01/06/2017 | Remake lại phiên bản 2002 (CH5)                                    |
| Mue Nuea Mek มือเหนือเมฆ               |                   | Off Chanapol Sataya, Pleng Kavita Chindawath          | 16     | 07/06/2017 - 27/07/2017 |                                                                    |
| Nakrob Ta Pisat นักรบตาปิศาจ           |                   | BigM Krittarit Butprom, Noey Paphada Klinsuman        | 16     | 02/08/2017 - 21/09/2017 |                                                                    |
| La Ong Dao ละอองดาว                  | Bầu trời ngàn sao | Om Akkaphan Namart, Now Tisanart Sornsuek             | 15     | 27/09/2017 - 22/11/2017 | Remake lại phiên bản 2007 (CH5) Không phát sóng ngày 25-26/10/2017 |
| Wang Nang Hong วังนางโหง              | Hồn ma nàng vũ ưu | Cee Siwat Chotchaicharin, Preaw Tussaneeya Karnsomnut | 15     | 23/11/2017 - 11/01/2018 |                                                                    |

### Thứ 6 - Chủ Nhật lúc 20.15 - 22.25
| Tên gốc                                                                  | Tên tiếng Việt                               | Diễn viên chính                                                                                | Số tập | Ngày phát sóng          | Ghi chú                                                                                  |
| ------------------------------------------------------------------------ | -------------------------------------------- | ---------------------------------------------------------------------------------------------- | ------ | ----------------------- | ---------------------------------------------------------------------------------------- |
| Hak Lin Chang หักลิ้นช้าง                                                    |                                              | Louis Louis Hesse d'Alzon, Steph Stephany Auernig                                              | 15     | 13/01/2017 - 12/02/2017 | Remake lại phiên bản 1996 (CH7)                                                          |
| Plerng Pranang เพลิงพระนาง                                                |                                              | Aum Patcharapa Chaichua, Yui Chiranan Manochaem, Kelly Rattapong Tanapat                       | 26     | 17/02/2017 - 15/04/2017 | Remake lại phiên bản 1996 (CH5) Bộ phim cũng ví như Võ Mỵ Nương truyền kỳ phiên bản Thái |
| Nam Sor Sai น้ำเซาะทราย                                                   |                                              | Num Sornram Teppitak, Kob Suvanant Kongying, Kelly Rattapong Tanapat, Jeab Sopitnapa Chumpanee | 15     | 16/04/2017 - 21/05/2017 | Remake lại phiên bản 2001 (CH3)                                                          |
| Maya มายา                                                                |                                              | Pae Arak Amornsupasiri, Kwan Usamanee Vaithayanon                                              | 16     | 26/05/2017 - 30/06/2017 | Remake lại phiên bản 2001 (CH7)                                                          |
| Paragit Ruk Series: Niew Hua Jai Sood Glai Puen ภารกิจรัก: เหนี่ยวหัวใจสุดไกปืน | Khoảnh khắc định mệnh                        | Weir Sukollawat Kanarot, Peak Pattarasaya Kreursuwansiri                                       | 10     | 01/07/2017 - 22/07/2017 | Phần một của Paragit Ruk Series / Sứ mệnh tình yêu                                       |
| Paragit Ruk Series: Meu Brap Jao Hua Jai ภารกิจรัก: มือปราบเจ้าหัวใจ          | Chinh phục trái tim nàng                     | Porshe Saran Sirilak, Kwan Usamanee Vaithayanon                                                | 10     | 23/07/2017 - 18/08/2017 | Phần hai của Paragit Ruk Series / Sứ mệnh tình yêu Không phát sóng ngày 06/08/2017       |
| Paragit Ruk Series: Ratchanawee Tee Ruk ภารกิจรัก: ราชนาวีที่รัก               | Chàng hải quân đáng yêu                      | Om Akkaphan Namart, Sammy Sammy Cowell                                                         | 10     | 19/08/2017 - 09/09/2017 | Phần ba của Paragit Ruk Series / Sứ mệnh tình yêu                                        |
| Paragit Ruk Series: Yeut Fah Ha Pigat Ruk ภารกิจรัก: ยึดฟ้าหาพิกัดรัก           | Chiếm lĩnh bầu trời kiếm tìm tọa độ tình yêu | Mik Mick Tongraya, Steph Stephany Auernig                                                      | 10     | 10/09/2017 - 01/10/2017 | Phần cuối của Paragit Ruk Series / Sứ mệnh tình yêu                                      |
| Tulip Thong ทิวลิปทอง                                                      |                                              | Eak Rungsiroj Phanpeng, Manao Sornsin Maneewan                                                 | 15     | 03/11/2017 - 03/12/2017 |                                                                                          |
| Mahahin มหาหิน                                                            |                                              | Jinna Jinna Navarat, Toon Pimpawee Kograbin                                                    | 15     | 08/12/2017 - 07/01/2018 |                                                                                          |

### Thứ 7 - Chủ Nhật lúc 09.00 - 10.00
| Tên gốc                 | Tên tiếng Việt | Diễn viên chính                                           | Số tập | Ngày phát sóng          | Ghi chú | Ca khúc |
| ----------------------- | -------------- | --------------------------------------------------------- | ------ | ----------------------- | ------- | ------- |
| Cupid Tua Kuan Puan Rak |                | Golf Anuwat Choocherdratana, Data Darancharas Sukheviriya | 12     | 11/02/2017 - 26/03/2017 |         |         |
| Wan Prap Marn           |                | Hone Thanakorn Sribanjong, Maggi Apa Bhavilai             | 40     | 01/04/2017 - 13/08/2017 |         |         |
| Wakhwam Tam Rak         |                | Chap Varakorn Sawasakorn, Mint Baramita Sakornchan        | 24     | 19/08/2017 - 11/11/2017 |         |         |
| Wan Chai Nai Hunyon     |                | Bom Phongsakon Tosuwan, Mameaw Pornchada Warapachara      | 18     | 20/11/2017 - 13/01/2018 |         |         |

## Năm 2018

### Thứ 2 đến thứ 6 lúc 19.00 - 20.00
| Tên gốc                               | Tên tiếng Việt | Diễn viên chính                                           | Số tập | Ngày phát sóng          | Ghi chú                                                            |
| ------------------------------------- | -------------- | --------------------------------------------------------- | ------ | ----------------------- | ------------------------------------------------------------------ |
| Mae Sue Jom Puan                      |                | Mac Wiranakarn Wattanakun, Grace Patsita Athianantasak    | 30     | 20/01/2018 - 26/02/2018 |                                                                    |
| Koei Poo Yai Sapai Gumnun             |                | Golf Anuwat Choocherdratana, Jammie Panichadar Sangsuwan  | 26     | 27/02/2018 - 03/04/2018 |                                                                    |
| Tin Poodee                            |                | Oil Thana Suttikamol, Film Chatdao Sittipol               | 30     | 04/04/2018 - 16/05/2018 | Không phát sóng ngày 08/05/2018                                    |
| Pleng Ruk Meu Peun                    |                | Boss Tonon Wongboon, Nat Nattasha Nauljam                 | 30     | 17/05/2018 - 27/06/2018 |                                                                    |
| Cherng Chai Chan                      |                | Than Thanakorn, Manao Sornsin Maneewan                    | 30     | 28/06/2018 - 10/08/2018 | Không phát sóng ngày 11/07 & 18/07/2018                            |
| Jao Sao Chang Yon                     | Cô dâu thợ máy | Chap Varakorn Sawasakorn, hingching Kharittha Sungsaopath | 30     | 13/08/2018 - 20/09/2018 |                                                                    |
| Cha Cha Cha Tah Ruk                   |                | Hone Thanakorn Sribanjong, Jammie Panichadar Sangsuwan    | 32     | 21/09/2018 - 31/10/2018 |                                                                    |
| Hi-So Sa Orn                          |                | Kem Hussawee Pakrapongpisan, Maggi Apa Bhavilai           | 32     | 01/11/2018 - 19/12/2018 | Không phát sóng ngày 09/11, 21/11, 05/12/2019 Phim đầu tay của Kem |
| Por Ta Bpuen Toh: Lan Ka Krai Yah Tae |                | Jinna Jinna Navarat, Jayda Saranya Chunhasart             | 31     | 20/12/2018 - 01/02/2019 | Không phát sóng ngày 10/01/2019                                    |

### Thứ 2 - thứ 3 lúc 20.30 - 22.30
| Tên gốc                             | Tên tiếng Việt              | Diễn viên chính                                                                  | Số tập | Ngày phát sóng          | Ghi chú                                                                          |
| ----------------------------------- | --------------------------- | -------------------------------------------------------------------------------- | ------ | ----------------------- | -------------------------------------------------------------------------------- |
| Mae Ai Sae Eun แม่อายสะอื้น            | Tình khúc bi ai             | Om Akkaphan Namart, Pooklook Fonthip Watcharatrakul                              | 16     | 22/01/2018 - 13/03/2018 | Remake lại phiên bản 2004 (CH7)                                                  |
| Sanaeha Maya เสน่หามายา              |                             | Kelly Rattapong Tanapat, Sammy Sammy Cowell, Ann Siriam Pakdeedumrongrit         | 12     | 19/03/2018 - 24/04/2018 |                                                                                  |
| Panthakan Rak พันธกานต์รัก             | Đùa yêu                     | Bank Artit Tangwiboonpanit, Mook Mookda Narinrak                                 | 14     | 30/04/2018 - 12/06/2018 |                                                                                  |
| Dok Yah Nai Payu ดอกหญ้าในพายุ        | Hoa cỏ lau trong bão        | Thanwa Thanwa Suriyajak, Sonya Sonya Singha                                      | 16     | 18/06/2018 - 06/08/2018 |                                                                                  |
| Look Mai Laai Sonthaya ลูกไม้ลายสนธยา | Tấm ren thêu lúc chạng vạng | Sean Sean Jindachot, Pim Pimprapa Tangprabhaporn                                 | 15     | 13/08/2018 - 01/10/2018 | Phim lần đầu Sean đóng CH7                                                       |
| Nang Thip นางทิพย์                    | Oán nghiệp                  | Om Akkaphan Namart, Pooklook Fonthip Watcharatrakul, Min Peechaya Wattanamontree | 15     | 02/10/2018 - 20/11/2018 | Remake lại phiên bản 1991 (CH7) Phim cuối của Pooklook với tư cách diễn viên CH7 |
| Khun Noo Ruen Lek คุณหนูเรือนเล็ก       |                             | Thanwa Thanwa Suriyajak, Pupe Kessarin Noiphueng                                 | 15     | 26/11/2018 - 14/01/2019 |                                                                                  |

### Thứ 4 - thứ 5 lúc 20.30 - 22.30
| Tên gốc                                            | Tên tiếng Việt            | Diễn viên chính                                                                                           | Số tập | Ngày phát sóng          | Ghi chú                                     |
| -------------------------------------------------- | ------------------------- | --- | ------ | ----------------------- | ------------------------------------------- |
| Mue Prap Yiao Dam มือปราบเหยี่ยวดำ                    |                           | New Wongsakorn Poramathakorn, Toon Pimpawee Kograbin                                                      | 16     | 17/01/2018 - 08/03/2018 |                                             |
| Chat Lam Chi ชาติ ลำชี                               |                           | Louis Louis Hesse d'Alzon, Tubtim Anyarin Terathananpat                                                   | 13     | 14/03/2018 - 25/04/2018 |                                             |
| Lep Krut เล็บครุฑ                                    | Nội gián                  | Cee Siwat Chotchaicharin, Yui Chiranan Manochaem                                                          | 18     | 26/04/2018 - 27/06/2018 | Phim cuối của Cee với tư cách diễn viên CH7 |
| Saming Jao Tha สมิงจ้าวท่า                            | Cuộc chiến trong bóng tối | Boom Kumkrit Piyaphun, Hana Hana Lewis                                                                    | 15     | 28/06/2018 - 16/08/2018 |                                             |
| Rabum Marn ระบำมาร                                 | Vũ điệu của quỷ           | Praew Tussaneeya Karnsomnut, Bank Artit Tangwiboonpanit, Vee Veraparb Suparbpaiboon, Kat Katreeya English | 15     | 22/08/2018 - 10/10/2018 | Remake lại phiên bản 1983 (CH3)             |
| Por Mod Jao Sanae พ่อมดเจ้าเสน่ห์                      |                           | Donut Phattharapon Dejpongwaranon, Pim Pimprapa Tangprabhaporn                                            | 15     | 11/10/2018 - 29/11/2018 |                                             |
| Nai Keun Nao Sang Dao Yung Oun ในคืนหนาว แสงดาวยังอุ่น |                           | Louis Louis Hesse d'Alzon, Steph Stephany Auernig                                                         | 15     | 05/12/2018 - 23/01/2019 |                                             |

### Thứ 6 - Chủ Nhật lúc 20.15 - 22.25
| Tên gốc                                               | Tên tiếng Việt           | Diễn viên chính                                                 | Số tập | Ngày phát sóng          | Ghi chú |
| ----------------------------------------------------- | ------------------------ | --------------------------------------------------------------- | ------ | ----------------------- | --- |
| Khun Chai Kai Tong คุณชายไก่โต้ง                         |                          | Donut Phattharapon Dejpongwaranon, Bow Maylada Susri            | 16     | 12/01/2018 - 16/02/2018 | |
| Wihok Lhong Lom วิหคหลงลม                              |                          | Kelly Rattapong Tanapat, Sammy Sammy Cowell                     | 13     | 17/02/2018 - 23/03/2018 | |
| Sa Kao Duen สกาวเดือน                                  | Ánh trăng lung linh      | New Wongsakorn Poramathakorn, Bow Maylada Susri                 | 15     | 24/03/2018 - 27/04/2018 | Remake lại phiên bản 1995 (CH3)                                                                                           |
| Sampatan Hua Jai สัมปทานหัวใจ                           | Sự thỏa hiệp của con tim | Weir Sukollawat Kanarot, Thisa Varitthisa Limthammahisorn       | 16     | 28/04/2018 - 02/06/2018 | Remake lại phiên bản 1997, 2006 (CH7) Phim đạt rating cao nhất đài năm 2018 Chiếu lại khung giờ 18:45 T2-T6 từ 02/06/2021 |
| Petch Roy Ruk เพชรร้อยรัก                               |                          | BigM Krittarit Butprom, Green Atsadaporn Siriwattanakul         | 15     | 03/06/2018 - 07/07/2018 | |
| Mae Sue Bpak Rai Poo Chai Rot Jat แม่สื่อปากร้าย ผู้ชายรสจัด |                          | Porshe Saran Sirilak, Kwan Usamanee Vaithayanon                 | 16     | 08/07/2018 - 12/08/2018 | |
| Jao Sao Jum Yorm เจ้าสาวจำยอม                          | Cô dâu bất đắc dĩ        | Mik Mick Tongraya, Pooklook Fonthip Watcharatrakul              | 16     | 17/08/2018 - 21/09/2018 | |
| Sai Lohit สายโลหิต                                     | Huyết mạch kiêu hùng     | Porshe Saran Sirilak, Now Tisanart Sornsuek                     | 16     | 22/09/2018 - 27/10/2018 | Remake lại phiên bản 2003 (CH3)                                                                                           |
| Leh Ruk Bussaba เล่ห์รักบุษบา                             | Bẫy tình ngọt ngào       | Mike Pataradet Sa-nguankwamdee, Peak Pattarasaya Kreursuwansiri | 15     | 28/10/2018 - 02/12/2018 | Không phát sóng ngày 01/12/2018 Phim cuối của Peak với tư cách diễn viên CH7                                              |
| Jao Saming จ้าวสมิง                                     |                          | Kem Hussawee Pakrapongpisan, Tubtim Anyarin Terathananpat       | 16     | 07/12/2018 - 12/01/2019 | Không phát sóng ngày 06/01/2019                                                                                           |

### Thứ 7 - Chủ Nhật lúc 09.00 - 10.00
| Tên gốc              | Tên tiếng Việt | Diễn viên chính                                              | Số tập | Ngày phát sóng          | Ghi chú | Ca khúc |
| -------------------- | -------------- | ------------------------------------------------------------ | ------ | ----------------------- | ------- | ------- |
| Ruk Kan Man Jaew     |                | Term Sawetetachai Naksuk, Prapye Ramida Theerapat            | 12     | 14/01/2018 - 24/02/2018 |         |         |
| Rak Wan Ban Wun      |                | Great Sapol Assawamunkong, Meimei Thanyawee Chunhasawasdikul | 12     | 25/02/2018 - 07/04/2018 |         |         |
| Thayat Thongyip      |                | Term Sawetetachai Naksuk, Giada Intorre                      | 12     | 08/04/2018 - 19/05/2018 |         |         |
| Kleun Pee Puan       |                | Boss Chanakan Poonsiriwong, Kaewsai Crystal                  | 12     | 20/05/2018 - 30/06/2018 |         |         |
| Ruk Prung Rot        |                | Big Nathaschai Charasmas, Aoom Angkana Woraruttanachai       | 18     | 01/07/2018 - 01/09/2018 |         |         |
| Ruk Sud Plai Nuam    |                | Tyfoon Takphet Lekawijit, Giada Intorre                      | 25     | 02/09/2018 - 25/11/2018 |         |         |
| Kong Pan Rak Lan Fah |                | Aun Akrabhaj Bunnag, Jaibua Hidding                          | 36     | 01/12/2018 - 31/03/2019 |         |         |

## Năm 2019

### Thứ 2 đến thứ 6 lúc 19.00 - 20.00
| Tên gốc                                       | Tên tiếng Việt    | Diễn viên chính                                              | Số tập | Ngày phát sóng          | Ghi chú                                                               |
| --------------------------------------------- | ----------------- | ------------------------------------------------------------ | ------ | ----------------------- | --------------------------------------------------------------------- |
| Sapai Nang Ram สะใภ้นางรำ                      |                   | Amp Pheerawas Khunlanunthwatn, PP Phatchaya Phiansamoe       | 30     | 02/02/2019 - 08/03/2019 |                                                                       |
| Pisard Hansa ปิศาจหรรษา                        |                   | Mek Juti Jumroenketpratipe, Chingching Kharittha Sungsaopath | 30     | 11/03/2019 - 19/04/2019 | Remake lại phiên bản 1991 (CH5)                                       |
| Khing Kor Rar Khar Kor Rang ขิงก็รา ข่าก็แรง      | Oan gia cay nồng  | Ko Vasin Asvanarunat, Pinkploy Paparwadee Chansamorn         | 34     | 22/04/2019 - 10/06/2019 | Remake lại phiên bản 2006 (CH7) Không phát sóng ngày 03 và 06/05/2019 |
| Jao Sao Gae Kat เจ้าสาวแก้ขัด                    | Nàng dâu thế thân | Chap Varakorn Sawasakorn, Grace Patsita Athianantasak        | 29     | 11/06/2019 - 19/07/2019 |                                                                       |
| Madame Baan Na มาดามบ้านนา                     |                   | Bom Phongsakon Tosuwan, Pinkploy Paparwadee Chansamorn       | 30     | 22/07/2019 - 03/09/2019 | Không phát sóng ngày 29/07/19 và 12/08/2019                           |
| See Mai Karn สี่ไม้คาน                           | Bốn sắc thái      | Ko Vasin Asvanarunat, Mameaw Pornchada Warapachara           | 30     | 04/09/2019 - 15/10/2019 | Remake lại phiên bản 1998 (CH3)                                       |
| Jao Sua Mua Nim เจ้าสัวมั่วนิ่ม                     | Quý ngài cơ hội   | Bom Phongsakon Tosuwan, PP Phatchaya Phiansamoe              | 30     | 16/10/2019 - 26/11/2019 |                                                                       |
| Jun Krajang Tee Klang Thung จันทร์กระจ่างที่กลางทุ่ง |                   | Boss Chanakan Poonsiriwong, Chingching Kharittha Sungsaopath | 31     | 27/11/2019 - 08/01/2020 |                                                                       |

### Thứ 2 - thứ 3 lúc 20.30 - 22.30
| Tên gốc                          | Tên tiếng Việt             | Diễn viên chính                                                                 | Số tập | Ngày phát sóng          | Ghi chú |
| -------------------------------- | -------------------------- | ------------------------------------------------------------------------------- | ------ | ----------------------- | --- |
| Nang Rai นางร้าย                  | Chuyện tình nàng phản diện | Boom Kumkrit Piyaphun, Now Tisanart Sornsuek                                    | 15     | 15/01/2019 - 05/03/2019 | Remake lại phiên bản 2001 (CH3)                                                                                              |
| Lhong Ngao Jun หลงเงาจันทร์        | Lạc dưới bóng trăng        | Thanwa Thanwa Suriyajak, Sammy Sammy Cowell                                     | 16     | 11/03/2019 - 30/04/2019 | Remake lại phiên bản 2006 (CH7)                                                                                              |
| Kularb Kror Petch กุหลาบเกราะเพชร | Hồng giáp kim tái sinh     | Es Kantapong Bamrongrak, Hana Hana Lewis                                        | 15     | 06/05/2019 - 24/06/2019 | |
| Hua Jai Look Poochai หัวใจลูกผู้ชาย  | Trái tim đấng nam nhi      | Kem Hussawee Pakrapongpisan, Now Tisanart Sornsuek                              | 15     | 25/06/2019 - 13/08/2019 | |
| Song Naree สองนรี                 | Sóng gió song sinh         | Min Peechaya Wattanamontree, Thanwa Thanwa Suriyajak, Great Sapol Assawamunkong | 15     | 19/08/2019 - 07/10/2019 | Remake lại phiên bản 1997 (CH3)                                                                                              |
| Plerng Sanaeha เพลิงเสน่หา         | Ngọn lửa cuồng say         | Kelly Rattapong Tanapat, Noon Woranuch Wongsawan                                | 15     | 08/10/2019 - 26/11/2019 | Phim đánh dấu sự trở lại của Noon đóng CH7 sau 7 năm (Noon là diễn viên tự do) Phim cuối của Kelly với tư cách diễn viên CH7 |
| Yodrak Nakrob ยอดรักนักรบ          | Phải lòng chàng chiến binh | Weir Sukollawat Kanarot, Thisa Varitthisa Limthammahisorn                       | 14     | 02/12/2019 - 27/01/2020 | Không phát sóng ngày 30-31/12/2019 và 14/01/2020                                                                             |

### Thứ 4 - thứ 5 lúc 20.30 - 22.30
| Tên gốc                            | Tên tiếng Việt         | Diễn viên chính                                                                             | Số tập | Ngày phát sóng          | Ghi chú |
| ---------------------------------- | ---------------------- | ------------------------------------------------------------------------------------------- | ------ | ----------------------- | --- |
| Buang Sabai บ่วงสไบ                 | Khăn choàng oan nghiệt | New Wongsakorn Poramathakorn, Green Atsadaporn Siriwattanakul, Tubtim Anyarin Terathananpat | 15     | 24/01/2019 - 14/03/2019 | Phim cuối của New và Green với tư cách diễn viên CH7                                                                            |
| Pleng Ruk Pleng Bpeun เพลงรักเพลงปืน |                        | BigM Krittarit Butprom, Preaw Tussaneeya Karnsomnut                                         | 15     | 20/03/2019 - 08/05/2019 | |
| Reun Manut เรือมนุษย์                 |                        | Om Akkaphan Namart, Grace Karnklao Duaysienklao                                             | 15     | 09/05/2019 - 27/06/2019 | Remake lại phiên bản 1995 (CH3)                                                                                                 |
| Suay Sorn Kom สวยซ่อนคม             | Sắc đẹp ẩn giấu        | Porshe Saran Sirilak, Grace Karnklao Duaysienklao, Prapye Ramida Theerapat                  | 15     | 03/07/2019 - 21/08/2019 | Phim cuối của Grace với tư cách diễn viên CH7                                                                                   |
| Roy Arkart รอยอาฆาต                |                        | Oil Thana Suttikamol, Thisa Varitthisa Limthammahisorn                                      | 14     | 22/08/2019 - 09/10/2019 | Oil Thana là diễn viên tự do |
| Insee Daeng อินทรีแดง                | Đại bàng đỏ            | Om Akkaphan Namart, Bow Maylada Susri                                                       | 15     | 10/10/2019 - 28/11/2019 | Remake lại phiên bản 1997 (CH7) cùng phim điện ảnh. Phim cuối của Bow với tư cách diễn viên CH7. Bow đã kí hợp đồng CH3 sau đó. |
| Suparburoot Chao Din สุภาพบุรุษชาวดิน  | Đữa con của đất        | Porshe Saran Sirilak, Sammy Sammy Cowell                                                    | 15     | 04/12/2019 - 30/01/2020 | Không phát sóng ngày 01-02/01/20 và 08/01/2020                                                                                  |

### Thứ 6 - Chủ Nhật lúc 20.15 - 22.25
| Tên gốc                                                       | Tên tiếng Việt                         | Diễn viên chính                                       | Số tập | Ngày phát sóng          | Ghi chú |
| ------------------------------------------------------------- | -------------------------------------- | ----------------------------------------------------- | ------ | ----------------------- | --- |
| Sarawat Yai สารวัตรใหญ่                                         |                                        | Es Kantapong Bamrongrak, Preaw Tussaneeya Karnsomnut  | 15     | 13/01/2019 - 17/02/2019 | Không phát sóng ngày 20/01/19. Chiếu lại 08/12/19-03/01/20                                                                        |
| Pachara Montra พชรมนตรา                                       | Kim cương thần bí                      | Weir Sukollawat Kanarot, Bow Maylada Susri            | 17     | 22/02/2019 - 30/03/2019 | |
| Fai Hima ไฟหิมะ                                                | Lửa tuyết                              | Louis Louis Hesse d'Alzon, Kwan Usamanee Vaithayanon  | 17     | 31/03/2019 - 11/05/2019 | Phim cuối của Kwan với tư cách diễn viên CH7                                                                                      |
| Mon Garn Bandan Ruk มนตร์กาลบันดาลรัก                            | Phép thuật tình yêu                    | Mik Mick Tongraya, Bow Maylada Susri                  | 15     | 12/05/2019 - 15/06/2019 | |
| Poo Bao Indy Yayee Inter ผู้บ่าวอินดี้ ยาหยีอินเตอร์                   | Anh chàng nhà quê, cô nàng thời thượng | Weir Sukollawat Kanarot, Steph Stephany Auernig       | 17     | 16/06/2019 - 26/07/2019 | Phim đạt rating cao nhất năm 2019. Sau sự thành công, phim đưa lên màn ảnh rộng 2020. Chiếu lại 30/03/20-25/05/20 (khung thứ 2-3) |
| Praai Pikart พรายพิฆาต                                         | Săn hồn                                | Boom Kumkrit Piyaphun, Tubtim Anyarin Terathananpat   | 12     | 27/07/2019 - 23/08/2019 | |
| Suparburoot Jorm Jon: Duang Jai Kabot สุภาพบุรุษจอมโจร ดวงใจขบถ  | Trái tim chàng dũng sĩ                 | Mike Pataradet Sa-nguankwamdee, Now Tisanart Sornsuek | 15     | 24/08/2019 - 21/09/2019 | Phần một của Suparburoot Jorm Jon                                                                                                 |
| Suparburoot Jorm Jon: Maturot Lohgan สุภาพบุรุษจอมโจร มธุรสโลกันตร์ | Âm thanh địa ngục                      | Mike Pataradet Sa-nguankwamdee, Mook Mookda Narinrak  | 16     | 27/09/2019 - 01/11/2019 | Phần hai của Suparburoot Jorm Jon Chiếu lại 26/04/20-30/05/20                                                                     |
| Dtagrut Ton ตะกรุดโทน                                          |                                        | Kem Hussawee Pakrapongpisan, Noey Paphada Klinsuman   | 16     | 02/11/2019 - 07/12/2019 | Chiếu lại 31/05/20-05/07/20 |

### Thứ 7 - Chủ Nhật lúc 09.00 - 10.00
| Tên gốc                 | Tên tiếng Việt | Diễn viên chính                                         | Số tập | Ngày phát sóng          | Ghi chú | Ca khúc |
| ----------------------- | -------------- | ------------------------------------------------------- | ------ | ----------------------- | ------- | ------- |
| Ruk Nee Boon Ruksa      |                | Mek Juti Jumroenketpratip, Tungmay Matawee Theeraleekul | 18     | 07/04/2019 - 15/06/2019 |         |         |
| Rong Pak Ruk Mai Jamgat |                | Ben Santiraj Kulnoppakiet, Giada Intorre                | 18     | 16/06/2019 - 17/08/2019 |         |         |
| Majurat Feuk Hat        |                | Poom Kiatipoom Banluechairit, Baihmon Kittiya Jitpakdee | 18     | 18/08/2019 - 19/10/2019 |         |         |
| Yam Puan Guan Hua Jai   |                | Aun Akrabhaj Bunnag, Aoom Angkana Woraruttanachai       | 21     | 20/10/2019 - 29/12/2019 |         |         |

## Năm 2020

### Thứ 2 đến thứ 6 lúc 19.00 - 20.00
| Tên gốc                                    | Tên tiếng Việt      | Diễn viên chính                                             | Số tập | Ngày phát sóng          | Ghi chú                         | Ca khúc |
| ------------------------------------------ | ------------------- | ----------------------------------------------------------- | ------ | ----------------------- | ------------------------------- | --- |
| Gawao กาเหว่า                               |                     | Term Sawetetachai Naksuk, Jaibua Hidding                    | 30     | 09/01/2020 - 19/02/2020 |                                 | |
| Sed Thee Teen Plao เศรษฐีตีนเปล่า             | Triệu phú chân trần | Ben Santiraj Kulnoppakiet, Chingching Kharittha Sungsaopath | 31     | 20/02/2020 - 02/04/2020 | Remake lại phiên bản 2001 (CH7) | พอเพียงพอดี / Por Piang Por Dee - Jitrakorn Chumyen                                                                    |
| Khun Chai Tum Raberd คุณชายตำระเบิด          | Quý ngài đổi đời    | Hone Thanakorn Sribanjong, Maiipair Pattranit Kamgampud     | 32     | 03/04/2020 - 18/05/2020 | Remake lại phiên bản 2010 (CH7) | |
| Dek Seple เด็กเสเพล                         |                     | Blew Worrapon Jintakoson, Aoom Angkana Woraruttanachai      | 25     | 19/05/2020 - 16/06/2020 |                                 | |
| Por Mai Lek Tai Song Tua พ่อหม้ายเลขท้ายสองตัว |                     | Champ Varakorn Sawasakorn, Jammie Panichadar Sangsuwan      | 30     | 17/06/2020 - 29/07/2020 | Không phát sóng ngày 28/07/2020 | พ่อหม้ายเลขท้าย 2 ตัว / Por Mai Lek Tai Song Tua - Champ Varakorn อ่านใจเธอไม่ออก / Ahn Jai Tur Mai Auk - Jammie Panichada |
| Korn Tawan Laeng ก่อนตะวันแลง                |                     | Poom Kiatipoom Banluechairit, Mamaew Pornchada Warapachara  | 36     | 30/07/2020 - 18/09/2020 | Không phát sóng ngày 12/08/2020 | ก่อนตะวันแลง / Korn Tawan Laeng - Suwadee Kayiram                                                                      |
| Sombat Maha Heng สมบัติมหาเฮง                | Kho báu mất tích    | Ben Santiraj Kulnoppakiet, PP Phatchaya Phiansamoe          | 30     | 21/09/2020 - 02/11/2020 | Không phát sóng ngày 13/10/2020 | |
| Nee Kiattiyot หนี้เกียรติยศ                    | Món nợ danh dự      | Oath Ratthee Vorarojyothin, Maggi Apa Bhavilai              | 30     | 03/11/2020 - 14/12/2020 | Remake lại phiên bản 2004 (CH7) | ศักดิ์ศรีหัวใจ / Suksee Hua Jai - Duangkamon Boonkeaw                                                                     |
| Pin Prai ปิ่นไพร                             |                     | Ben Santiraj Kulnoppakiet, Grace Patsita Athianantasak      | 30     | 15/12/2020 - 25/01/2021 | Remake lại phiên bản 2001 (CH7) | |

### Thứ 2 - thứ 3 lúc 20.30 - 22.30
| Tên gốc                 | Tên tiếng Việt       | Diễn viên chính                                            | Số tập | Ngày phát sóng          | Ghi chú | Ca khúc |
| ----------------------- | -------------------- | ---------------------------------------------------------- | ------ | ----------------------- | --- | --- |
| Sapai Import สะใภ้อิมพอร์ต | Cô dâu nhập khẩu     | Mik Mick Tongraya, Min Peechaya Wattanamontree             | 17     | 28/01/2020 - 24/03/2020 | Phim cuối của Min với tư cách diễn viên CH7 Phim cuối của hãng Prodeecom sản xuất CH7 và chuyển sang One 31 | แรงดึงดูดของความรัก / Raeng Deung Doot Kaung Kwahm Ruk - Mik Tongraya ft Min Peechaya |
| Marn Bang Jai ม่านบังใจ   | Bức màn tình yêu     | Weir Sukollawat Kanarot, Mook Mookda Narinrak              | 15     | 26/05/2020 - 14/07/2020 | Remake lại phiên bản 2000 (CH7)                                                                             | หน้าที่ของหัวใจ / Nahtee Kaung Hua Jai - Weir Sukollawat รักใช่ไหม / Ruk Chai Mai - Patcha Anek-Ayuwat |
| Prom Pissawat พรหมพิศวาส | Định mệnh trái ngang | Boom Kumkrit Piyaphun, Pim Pimprapa Tangprabhaporn         | 16     | 20/07/2020 - 08/09/2020 | Phim dự kiến phát sóng từ ngày 30/03/2020, tuy nhiên phim bị dời lịch phát sóng do dịch COVID-19            | จ้าหญิงในนิยาย / Jao Ying Nai Niyai - Pimmy Pimprapa เสียงของหัวใจ / Siang Kaung Hua Jai - Boom Kitkong ft Pimmy Pimprapa คนที่ถูกรัก / Kon Tee Took Ruk - Pimmy Pimprapa ชายคนหนึ่ง / Chai Kon Neung - Boom Kitkong นอกสายตา / Nauk Sai Tah -Great Sapol รางวัลจากฟ้า / Rahng Wun Jahk Fah – Pimmy Pimprapa สิ่งของ / Sing Kaung - Pimmy Pimprapa |
| Fah Mee Tawan ฟ้ามีตะวัน   | Ánh dương lòng tôi   | Donut Phattharapon Dejpongwaranon, Prapye Ramida Theerapat | 18     | 14/09/2020 - 10/11/2020 | Remake lại phiên bản 2007 (CH7)                                                                             | ฝุ่น / Foon - Big Ass Because I Love You - PAM LITA น้ำตาพายุ / Numdtah Payu - Kob Taxi |
| Rahut Rissaya รหัสริษยา   | Mật mã đố kỵ         | Bank Artit Tangwiboonpanit, Pinkploy Paparwadee Chansamorn | 17     | 16/11/2020 - 25/01/2021 | Remake lại phiên bản 2007 (CH7). Không phát sóng phim từ ngày 04/01/2021-12/01/2021                         | รหัสลับ / Rahut Lub - YOONG วงกลม / Wongklom - Buachompoo Ford |

### Thứ 4 - thứ 5 lúc 20.30 - 22.30
| Tên gốc                  | Tên tiếng Việt            | Diễn viên chính                                                                       | Số tập | Ngày phát sóng          | Ghi chú                                     | Ca khúc |
| ------------------------ | ------------------------- | ------------------------------------------------------------------------------------- | ------ | ----------------------- | ------------------------------------------- | --- |
| Prai Sungkeet พรายสังคีต   | Khúc nhạc bị nguyền rủa   | Bank Artit Tangwiboonpanit, Pim Pimprapa Tangprabhaporn, Num Sornram Teppitak         | 15     | 05/02/2020 - 25/03/2020 |                                             | ท่วมธรณี / Tuam Toranee - Panadda                                                                                              |
| Tawan Arb Dao ตะวันอาบดาว | Ánh dương chìm đắm vì sao | Kem Hussawee Pakrapongpisan, Thisa Varitthisa Limthammahisorn, Yui Chiranan Manochaem | 18     | 26/03/2020 - 27/05/2020 | Phim cuối của Yui với tư cách diễn viên CH7 | รักกันไม่ได้ / Ruk Gun Mai Dai - Jane Solis                                                                                      |
| Peek Hong ปีกหงส์          | Cánh thiên nga            | BigM Krittarit Butprom, Preaw Tussaneeya Karnsomnut                                   | 15     | 28/05/2020 - 16/07/2020 |                                             | เธอคือรักแท้ / Tur Keu Ruk Tae - Preaw Tasaneeya ไม่เคยคิดว่าจะรักเธอ / Mai Koey Kit Wah Ja Ruk Tur - BigM Krittarit                |
| Khon Neua Khon คนเหนือฅน  | Người hùng phương Bắc     | Euro Yotsawat Tawapee, Noey Paphada Klinsuman                                         | 16     | 22/07/2020 - 10/09/2020 |                                             | มากกว่ารัก / Mahk Gwah Ruk - Rose Sirintip                                                                                     |
| Ngao Boon เงาบุญ          | Nghiệp quả công đức       | Om Akkaphan Namart, Pim Pimprapa Tangprabhaporn                                       | 18     | 16/09/2020 - 12/11/2020 | Phim cuối của Pim với tư cách diễn viên CH7 | เงาที่ไม่เคยจางหาย / Ngao Tee Mai Koey Jahng Hai - Nawin Taola ไม่เคย / Mai Koey - Pimmy Pimprapa                                |
| Lah Tah Chon ล่าท้าชน      | Ngoài vòng luật pháp      | Es Kantapong Bamrongrak, Preaw Tussaneeya Karnsomnut                                  | 17     | 18/11/2020 - 20/01/2021 | Không phát sóng vào ngày 06/01-07/01/2021   | แสงสว่างแห่งรัก / Saeng Sawahng Haeng Ruk - Preaw Tasaneeya ไม่ได้เกิดมาเพื่อยอมแพ้ / Mai Dai Gert Mah Peua Yaum Pae - Kwang Abnormal |

### Thứ 6 - Chủ Nhật lúc 20.15 - 22.25
| Tên gốc                              | Tên tiếng Việt      | Diễn viên chính                                                        | Số tập | Ngày phát sóng          | Ghi chú | Ca khúc |
| ------------------------------------ | ------------------- | ---------------------------------------------------------------------- | ------ | ----------------------- | --- | --- |
| Wimarn Montra วิมานมนตรา              |                     | Yui Chiranan Manochaem, BigM Krittarit Butprom, Toon Pimpawee Kograbin | 16     | 04/01/2020 - 09/02/2020 | Phim cuối của Toon với tư cách diễn viên CH7                                                                              | |
| Mungkorn Chao Phraya มังกรเจ้าพระยา    |                     | Jinna Jinna Navarat, Pinkploy Paparwadee Chansamorn                    | 15     | 14/02/2020 - 15/03/2020 | | |
| Roy Pah ร้อยป่า                        | Cánh rừng trong tim | BigM Krittarit Butprom, Pupe Kessarin Noiphueng                        | 17     | 20/03/2020 - 25/04/2020 | Phim đạt rating cao nhất năm 2021. Phim được chiếu lại 13/12/2020-12/01/2021                                              | งดงามดังเดิม / Ngot Ngahm Dahng Derm - BigM Krittarit                                                                                  |
| So Wayree โซ่เวรี                      | Mắt xích hận thù    | Kem Hussawee Pakrapongpisan, Mook Mookda Narinrak                      | 15     | 14/08/2020 - 13/09/2020 | Chiếu lại 27/09 - 22/11/2021 (khung thứ 2-3) Sau sự thành công, phim sẽ thực hiện phần 2: Buang Wimala                    | เจ็บแค่ไหนก็ยังรักอยู่ / Jep Kae Nai Gor Yung Ruk Yoo) - Punch Worakarn Rojjanawat คนนี้คนเดียว / Kon Nee Kon Diao - Sirasak Itthiphonlaphanit |
| Singh Sang Pa สิงห์สั่งป่า                |                     | Louis Louis Hesse d'Alzon, Pinkploy Paparwadee Chansamorn              | 18     | 18/09/2020 - 25/10/2020 | | สิงห์สั่งป่า / Singh Sang Pa - Keng Tachaya คนที่ถูกมองข้าม / Kon Tee Took Maung Kahm - Doublebam                                             |
| Jark Sadtroo Soo Hua Jai จากศัตรูสู่หัวใจ | Yêu phải kẻ thù     | Mik Mick Tongraya, Aum Patcharapa Chaichua                             | 19     | 30/10/2020 - 11/12/2020 | Phim có sự trở lại của Aum sau ba năm vắng bóng. Không chiếu ngày 05/12/2020 Chiếu lại 22/09 - 24/11/2021 (khung thứ 4-5) | อีกนานไหม / Eek Nahn Mai - NUM KALA สู่หัวใจ / Soo Hua Jai – NUM KALA โกรธไหม / Groht Mai – LULA                                         |

### Thứ 7 - Chủ Nhật lúc 09.00 - 10.00
| Tên gốc                                | Tên tiếng Việt | Diễn viên chính                                        | Số tập | Ngày phát sóng          | Ghi chú | Ca khúc |
| -------------------------------------- | -------------- | ------------------------------------------------------ | ------ | ----------------------- | ------- | ------- |
| Sai Suep Kuk Kuk Ku สายสืบกุ๊กกุ๊กกู๋         |                | Tyfoon Takphet Lekawijit, Jada Giada Intorre           | 24     | 04/01/2020 - 22/03/2020 |         |         |
| Talad Bang Aern Ruk ตลาดบังเอิญรัก        |                | Tong Samitpong Sakulpongchai, Jayda Saranya Chunhasart |        | 28/03/2020 - 24/05/2020 |         |         |
| Moradok Pee Dok มรดกผีดก                |                | Tyfoon Takphet Lekawijit, Film Chatdao Sittipol        | 18     | 03/10/2020 - 29/11/2020 |         |         |
| Jor Way Lah Haa Poo Yai เจาะเวลาหาผู้ใหญ่ |                | Fifa Premanan Sripanich, Libya Nattarin Suwannalerd    |        | 05/12/2020 - 31/01/2021 |         |         |

## Năm 2021

### Thứ 2 đến thứ 6 lúc 19.00 - 20.00
| Tên gốc                            | Tên tiếng Việt   | Diễn viên chính                                           | Số tập | Ngày phát sóng          | Ghi chú                         | Ca khúc                                                                                    |
| ---------------------------------- | ---------------- | --------------------------------------------------------- | ------ | ----------------------- | ------------------------------- | ------------------------------------------------------------------------------------------ |
| Kamnan Ying กำนันหญิง                |                  | Champ Varakorn Sawasakorn, Praew Chermawee Suwanpanuchoke | 30     | 26/01/2021 - 08/03/2021 |                                 |                                                                                            |
| Ban Rai Sai Samorn บ้านไร่สายสมร     | Quý cô nông trại | Boss Chanakan Poonsiriwong, PP Phatchaya Phiansamoe       | 30     | 09/03/2021 - 19/04/2021 |                                 | บ้านไร่สายสมร / Ban Rai Sai Samorn - PP Phatchaya อําเภอหัวใจ / Amphoe Hua Jai - Boss Chanakan |
| Fah Hin Din Sai ฟ้าหินดินทราย         |                  | Win Chawinvut Kongtoranin, Aoom Angkana Woraruttanachai   | 30     | 20/04/2021 - 31/05/2021 | Remake lại phiên bản 2007 (CH7) |                                                                                            |
| Tharntawan See Plerng ทานตะวันสีเพลิง |                  | Aun Chayapol Bunnag, Chingching Kharittha Sungsaopath     | 30     | 15/07/2021 - 25/08/2021 |                                 | ทำยังไงก็มีเธอ / Tum Yung Ngai Gor Mee Tur - Nishapa Po-ngam                                  |
| Thida Wanorn ธิดาวานร               |                  | Mek Juti Jumroenketpratip, Namfon Parita Chairak          | 40     | 20/10/2021 - 14/12/2021 |                                 | ธิดาวานร / Thida Wanorn - Natkanta Aphiphatchotikul                                         |

### Thứ 2 - thứ 3 lúc 20.30 - 22.30
| Tên gốc                         | Tên tiếng Việt       | Diễn viên chính                                            | Số tập | Ngày phát sóng          | Ghi chú                                       | Ca khúc |
| ------------------------------- | -------------------- | ---------------------------------------------------------- | ------ | ----------------------- | --------------------------------------------- | --- |
| Talay Luang ทะเลลวง             | Biển tình dậy sóng   | Mik Mick Tongraya, Sammy Sammy Cowell                      | 17     | 26/01/2021 - 23/03/2021 |                                               | ความรู้สึกไม่โกหก / Kwahm Roo Seuk Mai Goh Hok - Ice Saranyu ไม่รักก็ปวดร้าว / Mai Ruk Gor Bpuat Rao - Praew Kanitkul                                                                                 |
| Plerng Prissana เพลิงปริศนา       | Lạc giữa tình thù    | Om Akkaphan Namart, Sammy Sammy Cowell                     | 17     | 29/03/2021 - 24/05/2021 | Phim cuối của Sammy với tư cách diễn viên CH7 | รักไปแล้ว / Ruk Bpai Laeo - Ten Nararak ทั้งที่ผิดก็ยังรัก / Tung Tee Pit Gor Yung Ruk - AB Normal |
| Katha Singh คทาสิงห์              | Quyền trượng mãnh sư | Bank Artit Tangwiboonpanit, Pupe Kessarin Noiphueng        | 18     | 25/05/2021 - 26/07/2021 |                                               | อำนาจ / Umnaht - Maew Jirasuk ไม่พรากจากกัน / Mai Prahk Jahk Gun - Panadda |
| Mae Bia แม่เบี้ย                   | Nàng rắn             | Es Kantapong Bumrungrak, Now Tisanart Sornsuek             | 17     | 27/07/2021 - 21/09/2021 |                                               | อย่าห้ามกันเลย / Yah Hahm Gun Loey - Jennifer Kim ชะตาที่ไร้เมตตา / Chadtah Tee Rai Met Dtah - Yui Pattamawan ft Teh Utain ไม่เข้าใจ / Mai Kao Jai - Thee Chaiyadej ทางผ่าน / Tahng Pahn - Mariam Grey |
| Rarng Ruk Prang Jai รางรักพรางใจ | Ngụy tạo ái tình     | Donut Phattharapon Dejpongwaranon, Pupe Kessarin Noiphueng | 17     | 23/11/2021 - 08/02/2022 |                                               | ค้น / Kon - Ten Nararak เจ็บเสียจน / Jep Sia Jon - GUNGUN |

### Thứ 4 - thứ 5 lúc 20.30 - 22.30
| Tên gốc                      | Tên tiếng Việt       | Diễn viên chính                                       | Số tập | Ngày phát sóng          | Ghi chú                                                                        | Ca khúc                                                                                         |
| ---------------------------- | -------------------- | ----------------------------------------------------- | ------ | ----------------------- | ------------------------------------------------------------------------------ | ----------------------------------------------------------------------------------------------- |
| Wong Wien Hua Jai วงเวียนหัวใจ | Trái tim băng giá    | Porshe Saran Sirilak, Now Tisanart Sornsuek           | 18     | 21/01/2021 - 24/03/2021 | Remake lại phiên bản 2009 (CH7) Phim cuối của Porshe với tư cách diễn viên CH7 | คำถามที่มีคำตอบ / Kum Tahm Tee Mee Kum Dtaup - Saran Sirilak ใจตอบมา / Jai Dtaup Mah - Fon Warunee |
| Tukta ตุ๊กตา                   | Búp bê oan hồn       | Boom Kumkrit Piyaphun, Maggi Apa Bhavilai             | 17     | 25/03/2021 - 20/05/2021 |                                                                                | อยากกลับบ้านใช่ไหม / Yahk Glup Bahn Chai Mai - Fon Warunee ft Nat Anankitpaiboon                   |
| Lhong Klin Chan หลงกลิ่นจันทน์   | Ám ảnh mùi đàn hương | Thanwa Thanwa Suriyajak, Tubtim Anyarin Terathananpat | 18     | 26/05/2021 - 22/07/2021 |                                                                                | ซ่อนกลิ่น / Saun Glin - Palmy ยังชัดเจน / Yung Chut Jen - Ben Benyada                                |
| Bplon Lai Fah ปล้นลอยฟ้า       |                      | Win Wathit Sopha, Mint Baramita Sakornchan            | 17     | 25/11/2021 - 10/02/2022 |                                                                                | ปล้นลอยฟ้า / Bplon Lai Fah - Chatchai Chatbaneth ฟ้าลิขิต / Fah Likit - Chatchai Chatbaneth          |

### Thứ 6 - Chủ Nhật lúc 20.15 - 22.25
| Tên gốc                          | Tên tiếng Việt   | Diễn viên chính                                           | Số tập | Ngày phát sóng          | Ghi chú                         | Ca khúc |
| -------------------------------- | ---------------- | --------------------------------------------------------- | ------ | ----------------------- | ------------------------------- | --- |
| Thang Suea Phan ทางเสือผ่าน        | Lối rẽ cuộc đời  | Off Chanapol Sataya, Hana Hana Lewis                      | 17     | 15/01/2021 - 20/02/2021 |                                 | ได้ยินไหมคำว่ารัก / Dai Yin Mai Kum Wah Ruk - Gam Wichayanee                                                                                         |
| Koo Kaen San Ruk คู่แค้นแสนรัก       | Oan gia ngõ hẹp  | Mike Pataradet Sa-nguankwamdee, Mook Mookda Narinrak      | 17     | 21/02/2021 - 02/04/2021 | Remake lại phiên bản 2011 (CH7) | พลิกล็อค / Plik Lok - Mike Pattaradet ft Mookda Narinrak ฝันลำเอียง / Fun Lum Iang - Tevit Chaitud แพ้ใจ / Pae Jai - POTATO                           |
| Talay Duerd ทะเลเดือด             |                  | Louis Louis Hesse d'Alzon, Tubtim Anyarin Terathananpat   | 17     | 03/04/2021 - 09/05/2021 |                                 | เพื่อนสนิท / Peuan Sanit - Endorphine |
| Phao Khon เผาขน                  | Lằn ranh sinh tử | Kem Hussawee Pakrapongpisan, Cartoon Natthanicha Boonpong | 18     | 14/05/2021 - 20/06/2021 |                                 | ลม / Lom - NUM KALA คนใกล้ตัว / Kon Glai Dtua - Ek Ekkamol                                                                                         |
| Gor Ruk Gon Hua Jai เกาะรักกลหัวใจ |                  | Blew Worrapon Jintakoson, Noey Paphada Klinsuman          | 17     | 07/08/2021 - 12/09/2021 |                                 | ฟากฟ้าทะเล / Fahk Fah Talay - Gogi Pailin Sornkun ดาว / Dao - ALLY                                                                                |
| Prik Gub Klur พริกกับเกลือ          | Dư vị tình yêu   | Thanwa Suriyajak, Kat Sonya Singha                        | 19     | 07/11/2021 - 19/12/2021 |                                 | ของมันต้องมี / Kaung Mahn Dtaung Mee - Thanwa Suriyajak ft Kat Sonya Singha จากนี้ไปจนนิรันดร์ / Jahk Nee Pai Jon Nirun - Ae Jirakorn / Thanwa Suriyajak |

### Thứ 7 - Chủ Nhật lúc 09.00 - 10.00
| Tên gốc                                          | Tên tiếng Việt | Diễn viên chính                                          | Số tập | Ngày phát sóng          | Ghi chú | Ca khúc                                      |
| ------------------------------------------------ | -------------- | -------------------------------------------------------- | ------ | ----------------------- | ------- | -------------------------------------------- |
| Goo Pai Asa Rak กู้ภัยอาสารัก                        |                | Aun Chayapol Bunnag, Yanisa Thirathorn                   | 20     | 06/02/2021 - 04/04/2021 |         |                                              |
| Phu Dee Dong E Doi ผู้ดีดงอิโด่ย                      |                | Poom Kiatipoom Banluechairit, Baihmon Kittiya Jitpakdee  | 18     | 10/04/2021 - 06/06/2021 |         |                                              |
| Ruk Lon Paeng รักล้นแผง                            |                | Hone Thanakorn Sribanjong, Jean Chertinnara Pongpeeradej | 18     | 12/06/2021 - 08/08/2021 |         |                                              |
| Guang Bpuan Gor Guan Leua Cheua กองป่วนก๊วนเหลือเชื่อ |                | Tyfoon Takphet Lekawijit, Crystal Kaewsai Kanyawee       | 18     | 17/10/2021 - 18/12/2021 |         | กำกับหัวใจ / Gum Gup Hua Jai - Thanapan Yatuam |
| Poh Ta Mue Prab Hean พ่อตามือปราบเฮี้ยน              |                | Mek Juti Jumroenketpratip, Giada Intorre                 | 18     | 19/12/2021 - 19/12/2022 |         | แค่เพื่อนไม่พอ / Kae Peuan Mai Por - Mek Juti    |

### Chủ Nhật lúc 13.30 - 14.30
| Tên gốc                                                         | Tên tiếng Việt          | Diễn viên chính                                        | Số tập | Ngày phát sóng          | Ghi chú | Ca khúc |
| --------------------------------------------------------------- | ----------------------- | ------------------------------------------------------ | ------ | ----------------------- | ------- | ------- |
| Virus Wai Love: Nakrob Chut Kao ไวรัสวัยเลิฟ ตอน นักรบชุดขาว         |                         | Blew Worrapon Jintakoson, Tubtim Anyarin Terathananpat | 6      | 07/02/2021 - 14/03/2021 |         |         |
| Virus Wai Love: Hor Saun Ruk ไวรัสวัยเลิฟ ตอน หอซ่อนรัก              | Ký túc ẩn giấu tình yêu | Boss Twatchanin Darayon, Ken Hasegawa                  | 14     | 21/03/2021 - 06/06/2021 |         |         |
| Virus Wai Love: Pretties Kitties ไวรัสวัยเลิฟ ตอน Pretties Kitties |                         | Areeya Sinlapanawa, Natpicha Phisanpongchana           | 19     | 13/06/2021 - 08/08/2021 |         |         |

## Năm 2022

### Thứ 2 đến thứ 6 lúc 19.00 - 20.00
| Tên gốc                              | Tên tiếng Việt                | Diễn viên chính                                          | Số tập | Ngày phát sóng          | Ghi chú | Ca khúc |
| ------------------------------------ | ----------------------------- | -------------------------------------------------------- | ------ | ----------------------- | ------- | --- |
| Nang Sao Som Lon นางสาวส้มหล่น         | Rơi vào tình yêu nàng hoa hậu | Chap Varakorn Sawasakorn, Grace Patsita Athianantasak    | 30     | 17/01/2022 - 25/02/2022 |         | อยากขอบคุณ / Yahk Kaup Koon - Peach Panicha ความรักที่ซ่อนไว้ / Kwahm Ruk Tee Saun Wai - Funky Wah Wah ft. Lipta |
| Payak Yeekay พยัคฆ์ยี่เก                 |                               | Ris Witchayaphong Lamsaard, Gam Yanissa Diratorn         | 30     | 28/02/2022 - 12/04/2022 |         | |
| Saai Bplay สายเปล                    |                               | Hone Thanakorn Sribanjong, Mint Baramita Sakornchan      | 30     | 13/04/2022 - 26/05/2022 |         | |
| Goong Sanaeha คุ้งเสน่หา                |                               | Biw Nattapon Raiyawong, Chingching Kharittha Sungsaopath | 30     | 27/05/2022 - 12/07/2022 |         | |
| Hong Fah หงส์ฟ้า                       |                               | Oat Chakrit Boonsing, Garn Nuttacha Chayangkanont        | 30     | 13/07/2022 - 26/08/2022 |         | |
| Sau Noi Roi Mai สาวน้อยร้อยไมค์         |                               | Bom Phongsakon, Tosuwan Anna Glucks                      | 30     | 29/08/2022 - 11/10/2022 |         | |
| Payak Rai Nai Kularb พยัคฆ์ร้ายนายกุหลาบ |                               | Ben Santiraj Kulnoppakiet, Jammie Panichadar Sangsuwan   | 30     | 12/10/2022 - 23/11/2022 |         | |
| Sao Song Winyarn สาวสองวิญญาณ         |                               | Jinna Navarat, Minnie Phantira Pipityakorn               | 30     | 24/11/2022 - 05/01/2023 |         | |

### Thứ 2 - thứ 3 lúc 20.30 - 22.30
| Tên gốc                                    | Tên tiếng Việt           | Diễn viên chính                                         | Số tập | Ngày phát sóng          | Ghi chú | Ca khúc                                                                                          |
| ------------------------------------------ | ------------------------ | ------------------------------------------------------- | ------ | ----------------------- | ------- | ------------------------------------------------------------------------------------------------ |
| Koei Baan Rai Sapai Hi-So เขยบ้านไร่สะใภ้ไฮโซ | Rể nhà nông, dâu phố thị | Kem Hussawee Pakrapongpisan, Mookda Narinrak            | 18     | 14/02/2022 - 12/04/2022 |         | เขยบ้านไร่ สะใภ้ไฮโซ / Keoi Ban Rai Sapai Hiso - Palapol ร้องไห้ทุกคืน / Ruang Hai Took Keun - Num Kala |
| Krong Nampueng กรงน้ำผึ้ง                     | Bẫy tình giam cầm        | Weir Sukollawat Kanarot, Prapye Ramita Theerapat        | 15     | 18/04/2022 - 13/06/2022 |         |                                                                                                  |
| Buang Wimala บ่วงวิมาลา                      | Bẫy tình Wimala          | Mik Thongraya, Pupe Kessarin Noiphueng                  | 15     | 15/08/2022 - 10/10/2022 |         |                                                                                                  |
| Pom Pang Ban ป้อมปางบรรพ์                    | Pháo đài Pang Ban        | Bank Artit Tangwiboonpanit, Pin Charinporn Ngeoncharoen | 17     | 11/10/2022 - 06/12/2022 |         |                                                                                                  |
| Kheha Nang Khoi เคหาสน์นางคอย               | Dưới lớp mặt nạ          | Kitkong Khamkrith, Pinkploy Paparwadee Chansamorn       | 17     | 12/12/2022 - 06/02/2023 |         |                                                                                                  |

### Thứ 4 - thứ 5 lúc 20.30 - 22.30
| Tên gốc                                   | Tên tiếng Việt | Diễn viên chính                                          | Số tập | Ngày phát sóng          | Ghi chú | Ca khúc |
| ----------------------------------------- | -------------- | -------------------------------------------------------- | ------ | ----------------------- | ------- | --- |
| Jao Sao Jum Loey เจ้าสาวจำเลย              | Cô dâu bị cáo  | BigM Krittarit Butprom, Hana Lewis                       | 17     | 16/02/2022 - 13/04/2022 |         | หลุมพราง / Lum Prahng - NOINAE ft KWANG Abnormal คำถามซึ่งไร้คนตอบ / Kum Tahm Seung Rai Kon Dtaup - Big M Krittarit |
| Morlum Summer หมอลำซัมเมอร์                 |                | BigM Krittarit Butprom, Sky Maria Hoerschler             | 17     | 16/06/2022 - 11/08/2022 |         | |
| Kem Son Plai เข็มซ่อนปลาย                   | Kim giấu đầu   | Boom Kitkong Khamkrith, Thisa Varitthisa Limthammahisorn | 19     | 17/08/2022 - 19/10/2022 |         | |
| Chart Payak Khom Nak Laeng ชาติพยัคฆ์คมนักเลง |                | Kem Hussawee Pakrapongpisan, Hana Lewis                  | 18     | 20/10/2022 - 22/12/2022 |         | |
| Kwang Tarng Puen ขวางทางปืน                |                | Louis Hesse, PP Phatchaya Phiansamoe                     | 17     | 28/12/2022 - 22/02/2023 |         | |

### Thứ 6 - Chủ Nhật lúc 20.15 - 22.25
| Tên gốc                                                     | Tên tiếng Việt        | Diễn viên chính                                               | Số tập | Ngày phát sóng          | Ghi chú | Ca khúc                                                                                        |
| ----------------------------------------------------------- | --------------------- | ------------------------------------------------------------- | ------ | ----------------------- | ------- | ---------------------------------------------------------------------------------------------- |
| Samee Chua Keun สามีชั่วคืน                                     | Anh chồng bất đắc dĩ  | Euro Yotsawat Tawapee, Pinkploy Paparwadee Chansamorn         | 18     | 14/01/2022 - 20/02/2022 |         | ยิ้ม / Yim (Pretend) - Oat Pramote ft Pop Pongkul เท่านี้ก็พอ / Tao Nee Gor Por - Patcha Anek-ayuwat |
| Sao 5 เสาร์ ๕                                                | Ngũ thần              | Jinna Navarat, Jayda Saranya Chunhasart                       | 18     | 25/02/2022 - 03/04/2022 |         |                                                                                                |
| Hoob Phaya Suer หุบพญาเสือ                                    |                       | Off Chanapol Sataya, Grace Patsita Athianantasak              | 17     | 08/04/2022 - 19/05/2022 |         |                                                                                                |
| Prang Sanaeha ปางเสน่หา                                      | Linh hồn lạc bước     | Off Chanapol Sataya, Maggi Apa Bhavilai                       | 17     | 20/05/2022 - 25/06/2022 |         |                                                                                                |
| Sai Leurd Song Hua Jai สายเลือดสองหัวใจ                       | Dòng máu hai trái tim | Mik Thongraya, Thisa Varitthisa Limthammahisorn               | 15     | 26/06/2022 - 05/08/2022 |         |                                                                                                |
| Oum Rak Patiharn อุ้มรักปาฏิหาริย์                                | Yêu thương nhiệm màu  | Donut Phattharapon Dejpongwaranon, Thanyawee Chunhasawasdikul | 15     | 18/09/2022 - 28/10/2022 |         |                                                                                                |
| Satja Nai Chum Joan: Sua Sung Fah 3 สัจจะในชุมโจร (เสือสั่งฟ้า 3) |                       | Om Akkaphan Namart, Praew Chermawee Suwanpanuchoke            | 15     | 29/10/2022 - 04/12/2022 |         |                                                                                                |

## Năm 2023

### Thứ 2 đến thứ 6 lúc 19.00 - 20.00
| Tên gốc                            | Tên tiếng Việt | Diễn viên chính                                            | Số tập | Ngày phát sóng          | Ghi chú | Ca khúc |
| ---------------------------------- | -------------- | ---------------------------------------------------------- | ------ | ----------------------- | ------- | ------- |
| Ruk Tae Zaab Lai รักแท้แซ่บหลาย       |                | Oath Ratthee Vorarojyothin, Grace Patsita Athianantasak    | 30     | 06/01/2023 - 16/02/2023 |         |         |
| Hong Nai Krong Ka หงส์ในกรงกา       |                | Ben Santiraj Kulnoppakiet, PP Phatchaya Phiansamoe         | 30     | 17/02/2023 - 30/03/2023 |         |         |
| Dang Fah Sin Tawan ดั่งฟ้าสิ้นตะวัน      |                | Chap Varakorn Sawasakorn, Mint Pondiva Sakornchan          | 30     | 31/03/2023 - 12/05/2023 |         |         |
| Mae Poo Preaw แม่ปูเปรี้ยว             |                | Hone Thanakorn Sribanjong, Smile Sasina Phanomthornnitkul  | 30     | 15/05/2023 - 02/07/2023 |         |         |
| Sao Chai Delivery สาวใช้ดิลิเวอรี      |                | Mek Juti Jumroenketpratipe, Praew Chermawee Suwanpanuchoke | 30     | 03/07/2023 - 15/08/2023 |         |         |
| Mafia Lamsing มาเฟียลำซิ่ง            |                | Fifa Premanan Sripanich, Chingching Kharittha Sungsaopath  | 30     | 16/08/2023 - 26/09/2023 |         |         |
| Montra Takiang Kaeo มนตราตะเกียงแก้ว |                | Boom Kiatipoom Banluechairit, Garn Nuttacha Chayangkanont  | 30     | 27/09/2023 - 07/11/2023 |         |         |
| Montra Fa Fuen มนตราฟ้าฟื้น           |                | Oath Ratthee Vorarojyothin, Gam Yanissa Diratorn           | 30     | 08/11/2023 - 19/12/2023 |         |         |

### Thứ 2 - thứ 5 lúc 20.30 - 21.30
| Tên gốc                      | Tên tiếng Việt | Diễn viên chính                               | Số tập | Ngày phát sóng          | Ghi chú | Ca khúc |
| ---------------------------- | -------------- | --------------------------------------------- | ------ | ----------------------- | ------- | ------- |
| Lohm Pud Parn Dao ลมพัดผ่านดาว |                | Tik Jesdaporn Pholdee, Aum Patchrapa Chaichua | 34     | 06/09/2023 - 02/11/2023 |         |         |
| Mae Kong แม่โขง               |                | Mick Tongraya, Preaw Tussaneeya Karnsomnut    | 34     | 06/11/2023 - 04/01/2024 |         |         |

### Thứ 2 - thứ 3 lúc 20.30 - 22.30
| Tên gốc                      | Tên tiếng Việt | Diễn viên chính                                                | Số tập | Ngày phát sóng          | Ghi chú | Ca khúc |
| ---------------------------- | -------------- | -------------------------------------------------------------- | ------ | ----------------------- | ------- | ------- |
| Phloeng Phrai เพลิงไพร        |                | Es Kantapong Bumrungrak, Pupe Kessarin Noiphueng               | 17     | 07/02/2023 - 04/04/2023 |         |         |
| Ruethai Bodee ฤทัยบดี          |                | Donut Phattharapon Dejpongwaranon, Garn Nuttacha Chayangkanont | 17     | 15/05/2023 - 17/07/2023 |         |         |
| Rak Nai Roi Luang รักในรอยลวง |                | Bank Artit Tangwiboonpanit, Anna Glucks                        | 17     | 18/07/2023 - 05/09/2023 |         |         |

### Thứ 4 - thứ 5 lúc 20.30 - 22.30
| Tên gốc                        | Tên tiếng Việt | Diễn viên chính                                    | Số tập | Ngày phát sóng          | Ghi chú | Ca khúc |
| ------------------------------ | -------------- | -------------------------------------------------- | ------ | ----------------------- | ------- | ------- |
| Soi Nakee สร้อยนาคี              |                | Blew Worrapon Jintakoson, Now Tisanart Sornsuek    | 17     | 23/02/2023 - 20/04/2023 |         |         |
| Kla Pha Lek กล้าผ้าเหล็ก          |                | Boom Kitkong Khamkrith, Hana Lewis                 | 17     | 26/04/2023 - 21/06/2023 |         |         |
| Kaen Song Phaendin แคนสองแผ่นดิน |                | Oat Chakrit Boonsing, Mameaw Pornchada Warapachara | 17     | 22/06/2023 - 24/08/2023 |         |         |

### Thứ 6 - Chủ Nhật lúc 20.15 - 22.25
| Tên gốc                       | Tên tiếng Việt | Diễn viên chính                                | Số tập | Ngày phát sóng          | Ghi chú | Ca khúc |
| ----------------------------- | -------------- | ---------------------------------------------- | ------ | ----------------------- | ------- | ------- |
| Hak Lai, My Lady ฮักหลายมายเลดี้ |                | Euro Yotsawat Tawapee, Prapye Ramita Theerapat | 17     | 15/01/2023 - 17/03/2023 |         |         |
| Petra Narumit เภตรานฤมิต       |                | Bom Phongsakorn Tosuwan, Mookda Narinrak       | 17     | 18/03/2023 - 13/05/2023 |         |         |

### Thứ 7 - Chủ Nhật lúc 09.00 - 10.00
| Tên gốc                             | Tên tiếng Việt | Diễn viên chính                          | Số tập | Ngày phát sóng          | Ghi chú | Ca khúc |
| ----------------------------------- | -------------- | ---------------------------------------- | ------ | ----------------------- | ------- | ------- |
| Poo Yai Sa Kub Ya Jai ผู้ใหญ่ซ่าส์กับยาใจ |                | Hone Thanakorn Sribanjong, Giada Intorre | 22     | 14/01/2023 - 26/03/2023 |         |         |

## Năm 2024

### Thứ 2 đến thứ 5 lúc 18.00 - 19.00
| Tên gốc                | Tên tiếng Việt | Diễn viên chính                                     | Số tập | Ngày phát sóng          | Ghi chú | Ca khúc |
| ---------------------- | -------------- | --------------------------------------------------- | ------ | ----------------------- | ------- | ------- |
| Ruk Sorn Rode รักซ่อนรส  |                | Off Chanapol Sataya, Mintshi Sattanan Thongsombun   | 30     | 04/09/2024 - 24/10/2024 |         |         |
| Rai Diang Sa ร้ายเดียงสา |                | Biw Nattapon Raiyawong, Pin Charinporn Ngeoncharoen | 26     | 28/10/2024 - 06/12/2024 |         |         |

### Thứ 2 đến thứ 6 lúc 19.00 - 20.00
| Tên gốc                             | Tên tiếng Việt | Diễn viên chính                                                | Số tập | Ngày phát sóng          | Ghi chú | Ca khúc |
| ----------------------------------- | -------------- | -------------------------------------------------------------- | ------ | ----------------------- | ------- | ------- |
| Plon Nuea Mek ปล้นเหนือเมฆ            |                | Off Chanapol Sataya, Pupe Kessarin Noiphueng                   | 34     | 23/01/2024 - 08/03/2024 |         |         |
| Song Thoranong สองทระนง             |                | Mek Juti Jumroenketpratipe, Mameaw Pornchada Warapachara       | 30     | 11/03/2024 - 19/04/2024 |         |         |
| Duang Jai Chao Pa ดวงใจเจ้าป่า        |                | Oat Chakrit Boonsing, Jammie Panichadar Sangsuwan              | 30     | 22/04/2024 - 31/05/2024 |         |         |
| Khwanla ขวัญหล้า                      |                | Poom Kiatipoom Banluechairit, Chingching Kharittha Sungsaopath | 32     | 03/06/2024 - 17/07/2024 |         |         |
| Luk Phuchai Mai Taphot ลูกผู้ชายไม้ตะพด |                | Tan Buranrat Hombut, Smile Sasina Phanomthornnitkul            | 30     | 18/07/2024 - 30/08/2024 |         |         |
| Dut Le Dao Luang ดุจเล่ห์ดาวลวง        |                | Tyfoon Takphet Lekawijit, Mintshi Sattanan Thongsombun         | 28     | 02/09/2024 - 11/10/2024 |         |         |
| Phukhao Ngao Phayak ภูเขาเงาพยัคฆ์     |                | Poom Kiatipoom Banluechairit, Prapye Ramida Theerapat          | 34     | 14/10/2024 - 28/11/2024 |         |         |

### Thứ 2 - thứ 5 lúc 20.30 - 21.30
| Tên gốc                                | Tên tiếng Việt | Diễn viên chính                                                      | Số tập | Ngày phát sóng          | Ghi chú | Ca khúc |
| -------------------------------------- | -------------- | -------------------------------------------------------------------- | ------ | ----------------------- | ------- | ------- |
| Nai Roi Sai ในรอยทราย                  |                | Michael Pattaradet Sa-nguankwamdee, Thisa Varitthisa Limthammahisorn | 34     | 25/01/2024 - 25/03/2024 |         |         |
| Phaen Luang Buang Marya แผนลวงบ่วงมารยา |                | Thanwa Suriyajak, Pinkploy Paparwadee Chansamorn                     | 34     | 26/03/2024 - 22/05/2024 |         |         |

### Thứ 2 - thứ 3 lúc 20.30 - 22.30
| Tên gốc                     | Tên tiếng Việt | Diễn viên chính                                           | Số tập | Ngày phát sóng          | Ghi chú | Ca khúc |
| --------------------------- | -------------- | --------------------------------------------------------- | ------ | ----------------------- | ------- | ------- |
| Roi Rak Roi Bap รอยรักรอยบาป |                | Fluke Krirkphol Masayavanich, Jeab Pijittra Siriwetchapan | 38     | 27/05/2024 - 07/10/2024 |         |         |
| Fai Nam Kang ไฟน้ำค้าง        |                | Euro Yotsawat Tawapee, Mookda Narinrak                    | 34     | 08/10/2024 - 18/02/2025 |         |         |

### Thứ 4 - thứ 5 lúc 20.30 - 22.30
| Tên gốc                     | Tên tiếng Việt | Diễn viên chính                                      | Số tập | Ngày phát sóng          | Ghi chú | Ca khúc |
| --------------------------- | -------------- | ---------------------------------------------------- | ------ | ----------------------- | ------- | ------- |
| Khon Kla Tha Chon คนกล้าท้าชน |                | Euro Yotsawat Tawapee, Jenny Chayissara Wattananawin | 24     | 23/05/2024 - 21/08/2024 |         |         |
| Morakot Si Rung มรกตสีรุ้ง     |                | Boom Kitkong Khamkrith, Grace Patsita Athianantasak  | 24     | 22/08/2024 - 14/11/2024 |         |         |
| Leh Mayura เล่ห์มยุรา          |                | Boom Kitkong Khamkrith, Hana Lewis                   | 34     | 20/11/2024 - 03/04/2025 |         |         |

### Thứ 6 - Chủ Nhật lúc 20.15 - 22.25
| Tên gốc                        | Tên tiếng Việt | Diễn viên chính                                                     | Số tập | Ngày phát sóng          | Ghi chú | Ca khúc |
| ------------------------------ | -------------- | ------------------------------------------------------------------- | ------ | ----------------------- | ------- | ------- |
| Le Rai Game Luang เล่ห์ร้ายเกมลวง |                | Donut Phattharapon Dejpongwaranon, Thisa Varitthisa Limthammahisorn | 24     | 02/11/2024 - 02/02/2025 |         |         |

## Năm 2025

### Thứ 2 đến thứ 5 lúc 18.00 - 19.00
| Tên gốc                                              | Tên tiếng Việt | Diễn viên chính                                                                              | Số tập | Ngày phát sóng  | Ghi chú | Ca khúc |
| ---------------------------------------------------- | -------------- | -------------------------------------------------------------------------------------------- | ------ | --------------- | ------- | ------- |
| Pert Mode La Yah Ta Tai Rabob เปิดโหมดล่า อย่าท้าทายระบบ |                | Ben Santiraj Kulnoppakiet, Turk Natchanon Puvanont, Um Thira Chutikul, Tos Rawidcha Panjawit | 08     | 03 - 25/03/2025 |         |         |

### Thứ 2 đến thứ 6 lúc 19.00 - 20.00
| Tên gốc                                                       | Tên tiếng Việt | Diễn viên chính                                                    | Số tập | Ngày phát sóng          | Ghi chú | Ca khúc |
| ------------------------------------------------------------- | -------------- | ------------------------------------------------------------------ | ------ | ----------------------- | ------- | ------- |
| Ohm! Phraya Fai โอม! พระยาไฟ                                  |                | Biw Nattapon Raiyawong, Jammie Panichadar Sangsuwan                | 30     | 29/01/2025 - 11/03/2025 |         |         |
| La-ong Thet ละอองเทศ                                          |                | Oath Ratthee Vorarojyothin, PP Phatchaya Phiansamoe                | 33     | 12/03/2025 - 25/04/2025 |         |         |
| Oppa Lam Sing โอป้าลำซิ่ง                                        |                | Hone Thanakorn Sribanjong, Grace Patsita Athianantasak             | 30     | 28/04/2025 - 09/06/2025 |         |         |
| Por Ta Bpuen Toh: Sao Kamnan Phan Du พ่อตาปืนโต ตอน สาวกำนันพันธุ์ดุ |                | Chap Varakorn Sawasakorn, Gam Yanissa Diratorn                     | 30     | 10/06/2025 - 21/07/2025 |         |         |
| Phisuea Salap Lai ผีเสื้อสลับลาย                                  |                | Oath Ratthee Vorarojyothin, Mameaw Pornchada Warapachara           | 30     | 22/07/2025 - 04/09/2025 |         |         |
| Mae Jom Khwan แม่จอมขวัญ                                        |                | Big Nathaschai Charasmas, Mintshi Sattanan Thongsombun             | ??     | ??/??/???? - ??/??/???? |         |         |
| Look Poo Chai Hua Jai Petch ลูกผู้ชายหัวใจเพชร                    |                | Taentawan Taddeo Majoli Maggioli, Chingching Kharittha Sungsaopath | ??     | ??/??/???? - ??/??/???? |         |         |
| Lady Thung Krabue Ban เลดี้ทุ่งกระบือบาล                           |                | Bom Phongsakon Tosuwan, Jean Chertinnara Phongpeeradej             | ??     | ??/??/???? - ??/??/???? |         |         |

### Thứ 2 - thứ 3 lúc 20.30 - 22.30
| Tên gốc                   | Tên tiếng Việt | Diễn viên chính                                                | Số tập | Ngày phát sóng          | Ghi chú | Ca khúc |
| ------------------------- | -------------- | -------------------------------------------------------------- | ------ | ----------------------- | ------- | ------- |
| Fah Phayab ฟ้าพยับ          |                | Kem Hussawee Pakrapongpisan, Meimei Thanyawee Chunhasawasdikul | 24     | 24/02/2025 - 13/05/2025 |         |         |
| Khun Mae Kaekhad คุณแม่แก้ขัด |                | Louis Hesse, Sky Maria Hoerschler                              | 30     | 19/05/2025 - 26/08/2025 |         |         |
| Phrom Phayot พรหมพยศ      |                | Mik Thongraya, Jenny Chayissara Wattananawin                   | ??     | 01/09/2025 - ??/??/???? |         |         |
| Kularb Len Fai กุหลาบเล่นไฟ |                | Thanwa Suriyajak, Pupe Kessarin Noiphueng                      | ??     | ??/??/???? - ??/??/???? |         |         |

### Thứ 4 - thứ 5 lúc 20.30 - 22.30
| Tên gốc                      | Tên tiếng Việt | Diễn viên chính                                             | Số tập | Ngày phát sóng          | Ghi chú | Ca khúc |
| ---------------------------- | -------------- | ----------------------------------------------------------- | ------ | ----------------------- | ------- | ------- |
| Ngao Kammathep เงากามเทพ     |                | Mik Thongraya, Garn Nuttacha Chayangkanont                  | 24     | 09/04/2025 - 26/06/2025 |         |         |
| Muang Kaew เมืองแก้ว           |                | Kem Hussawee Pakrapongpisan, Pinkploy Paparwadee Chansamorn | 28     | 02/07/2025 - 02/10/2025 |         |         |
| Rak Rai Sailap รักร้ายสายลับ    |                | Donut Phattharapon Dejpongwaranon, Cartoon Natcha Boonpong  | ??     | ??/??/???? - ??/??/???? |         |         |
| Luang ลวง                    |                | Euro Yotsawat Tawapee, Garn Nuttacha Chayangkanont          | ??     | ??/??/???? - ??/??/???? |         |         |
| Tuk Anoo Reutai ทุกอณูฤทัย      |                | Jinna Navarat, Hana Lewis                                   | ??     | ??/??/???? - ??/??/???? |         |         |
| Dut Chan Dan Mek ดุจจันทร์ดั้นเมฆ |                | Louis Hesse, Pupe Kessarin Noiphueng                        | ??     | ??/??/???? - ??/??/???? |         |         |
| Sinaeha Roy Kam สิเน่หารอยคำ   |                |                                                             | ??     | ??/??/???? - ??/??/???? |         |         |
| Poo Yai Yong ผู้ใหญ่โย่ง         |                | Hone Thanakorn Sribanjong, Mint Baramita Sakornchan         | ??     | ??/??/???? - ??/??/???? |         |         |
| Ruk Sut Soi รัก สุด ซอย        |                | Bom Phongsakon Tosuwan, Jammie Panichadar Sangsuwan         | ??     | ??/??/???? - ??/??/???? |         |         |

### Thứ 6 - Chủ Nhật lúc 20.15 - 22.25
| Tên gốc               | Tên tiếng Việt | Diễn viên chính                               | Số tập | Ngày phát sóng          | Ghi chú | Ca khúc |
| --------------------- | -------------- | --------------------------------------------- | ------ | ----------------------- | ------- | ------- |
| Lang Pritsna ลางปริศนา |                | Thanwa Suriyajak, Garn Nuttacha Chayangkanont | ??     | ??/??/???? - ??/??/???? |         |         |

## Năm 2026

### Thứ 2 đến thứ 6 lúc 19.00 - 20.00
| Tên gốc | Tên tiếng Việt | Diễn viên chính | Số tập | Ngày phát sóng | Ghi chú | Ca khúc |
| ------- | -------------- | --------------- | ------ | -------------- | ------- | ------- |

### Thứ 2 - thứ 3 lúc 20.30 - 22.30
| Tên gốc | Tên tiếng Việt | Diễn viên chính | Số tập | Ngày phát sóng | Ghi chú | Ca khúc |
| ------- | -------------- | --------------- | ------ | -------------- | ------- | ------- |

### Thứ 4 - thứ 5 lúc 20.30 - 22.30
| Tên gốc | Tên tiếng Việt | Diễn viên chính | Số tập | Ngày phát sóng | Ghi chú | Ca khúc |
| ------- | -------------- | --------------- | ------ | -------------- | ------- | ------- |